# おジャ魔女どれみ
『おジャ魔女どれみ』（おジャまじょどれみ）は、1999年より東映アニメーションが断続的に制作しているオリジナル魔法少女アニメ作品、およびそのシリーズの総称。版権上、原作は東堂いづみとされており、アニメにとどまらずコミック・ゲームなど、幅広いメディアミックス展開も行われた。
本項目では、必要に応じ以下の初回公開順に則った略称で表記する。作中の時系列上では『も〜っと! おジャ魔女どれみ』（第3シリーズ）と『おジャ魔女どれみナ・イ・ショ』（第5シリーズ）が同時期を描いた作品となっている。
- 「第1シリーズ」 - 『おジャ魔女どれみ』
- 「第2シリーズ」 - 『おジャ魔女どれみ♯』
- 「第3シリーズ」 - 『も〜っと! おジャ魔女どれみ』
- 「第4シリーズ」 - 『おジャ魔女どれみドッカ〜ン!』
- 「第5シリーズ」 - 『おジャ魔女どれみナ・イ・ショ』
- 「第6シリーズ」 - 『おジャ魔女どれみ16シリーズ』

この他、コミック版は別に略称を設けて該当節にて解説する。

## シリーズ全体の概要・設定
本シリーズは、1999年に第1シリーズ『おジャ魔女どれみ（全51話）』が、テレビアニメとして制作・放送されたことに端を発している。東映アニメーションが約15年ぶりに手がけた魔法少女物であり、当初は4クールの放送予定であったが、第1シリーズのヒットに伴い、同シリーズ放送期間中のゴールデンウィーク以降に、続編である第2シリーズ『おジャ魔女どれみ♯（全49話）』と、劇場版の制作が決定。以降、後述の通り現実と作中の時間経過をシンクロさせて物語が進行し、2001年には劇場版第2作も制作・上映されたものの、第1シリーズの時点から卒業までのエピソードを描くという構想や、4年を上回るとどれみたちの頭身が高くなりアクション路線に傾斜する可能性があるという懸念から、地上波でのテレビアニメシリーズは第4シリーズをもって終了の運びとなった。地上波テレビアニメシリーズは最終的に16クール（4年）、4シリーズ（通算201話）という長期間の放送となり、これら一連のシリーズが放送されていたテレビ朝日系列の日曜8時台後半のテレビアニメ枠（朝日放送制作枠）の人気作品へと発展した。また本シリーズにて確立された、同枠における「2月上旬スタートの1年間の放送期間」というサイクルは、一部の例外も挟みながらも2024年現在まで踏襲されていくこととなる。アニメ作品としてはその後、2004年にOVAとして展開された番外編『おジャ魔女どれみナ・イ・ショ（全13話）』が、ソフトの発売に先行してパーフェクト・チョイス（現・スカチャン）でPPV放送（後に地上波でも放送）されている。
これらテレビアニメシリーズと並行して、月刊少女漫画雑誌『なかよし』ではたかなししずえによる漫画版も連載され、このうち単行本『おジャ魔女どれみ』（全3巻）と『も〜っと! おジャ魔女どれみ』（1巻のみ発売）が刊行された。またテレビアニメシリーズ終了後の2011年12月から2015年12月にかけて、高校生になった主人公たちを描く小説『おジャ魔女どれみ16』シリーズ（既刊10巻）が講談社ラノベ文庫より展開された。
前述の通り、魔法少女物という体裁を取っているものの、魔法ヒロイン路線よりも主要人物である彼女たちだけでなく、周囲の人物たちの葛藤や成長に比重が置かれている。魔女の中には自らの意思で魔法を使うのをやめたり、魔法を捨て人間として生きることを選んだ魔女も描かれるなど、作中における魔法も万能の解決手段として描かれることはなく、人物の迷いや悩みと向き合い、彼らの背中を押す程度の描かれ方であることが多い。テレビアニメシリーズでも初期の挿話では、魔女見習いである主人公たちの技量不足もあって全く役に立っていない話、後期には魔法が無くても話が成り立つような話、末期には魔法を一切使用しない話まで作られた。また、他の魔法少女物とは異なる点として、所謂魔法少女としての姿が「変身」によるものではなく「お着替え」であることが挙げられる。これは幼い子供の目線で考えた結果、自分で着替えることが一人前への大前提であることから発案されたもので、作中ではそうした点を活かし、見習い服の下（普段着）のポケットから物を取り出したりするといった描写も見られた。
各シリーズとも基本的には一話完結のストーリーであるが、シリーズ全体で見ると1話ごとでストーリーにつながりを持っており、長期シリーズとなったこともあり、以前の話で出てきたキャラクターがその能力や性格を活かした形で後に再登場する、というケースも散見される。また、作中での四季も放送時期と合わせてあるなど、物語内の時間経過の速度が現実と大体同じになるように作られていた。また、放送時期に現実で起こった出来事が、作中に反映されることもあった。さらに、テレビアニメシリーズでは主人公陣の一人を通じて家族内の不仲と和解を描き、第3シリーズでは不登校（長期欠席）児童・生徒問題も取り上げたりと、それまでのアニメでは展開し辛かった社会的問題を取り上げる場面も語られている。こうした傾向は、小説として展開された第6シリーズにも引き継がれ、同シリーズでは現代の高校生にとって身近な内容である学校裏サイト問題が取り上げられている。以上を踏まえて、シリーズの時系列はテレビアニメシリーズをリアルタイム基軸としており、第5シリーズ以降の物語は作品発表時期が作内時間ではない。特に第6シリーズとなる『おジャ魔女どれみ16シリーズ』では、それに関連して北京オリンピックなどの描写が存在する。
1話単位での構成・演出上の特徴としては、第1シリーズ第1話と第5シリーズ第12話を除く全話において、アバンタイトルが通常20秒流されている。内容は本編自体の抜粋からイメージ映像的なもの、あるいはミスリードを誘うような内容であることもままある他、アバンタイトルの内容が本編と全く関係ない時もある。第1シリーズ第47話以外のアバンタイトルの全てにフレームが付く。また、CM前後のアイキャッチが第2シリーズまでは12秒、第3シリーズ以降は10秒と比較的長いことも特徴の一つである。全作を通じて、オープニングアニメーションの変更はマイナーチェンジのみであり、第4シリーズと第5シリーズ第12話を除きエンディングの変更はない。次回予告は、第2シリーズまではエンディングの前に、第3シリーズ第14話以降はエンディングの後に配されており、各シリーズごとに締めの決めゼリフが用意されている。コメディ路線の回ではどれみがオチを担当することが定番となっている。その回のタイトルと次回予告の決めゼリフの読み上げは、どれみ役の千葉千恵巳がシリーズを通して担当している。提供テロップの背景は、第2シリーズまではBGMなしのブルーバックが用いられ、第3シリーズからはBGMつきの作品のイメージ静止画へと移行している。
タイトルロゴや主人公の名前にもあるように、音楽に関連する記号や用語が作中では頻繁に登場する。

## 制作の経緯と中心スタッフ
本シリーズの生みの親は、前番組『夢のクレヨン王国』（1997年 - 1999年）でプロデューサーを務めた関弘美、脚本家の山田隆司、シリーズディレクターだった佐藤順一の3人である。
前番組とは異なり原作も何もなかったので、関は魔法や魔女に関する書籍など、要となる資料を片っ端から集めた。特に関を共感させたのが、『夢のチョコレート工場』の作者ロアルド・ダールの『魔女がいっぱい』である。関はこの書籍のストーリーではなく、「たくさんの魔女が人間の世界に入り込んで生活している」と言うところに惹かれ、イメージとして企画した。これが採用され制作が開始された。シリーズディレクターには、企画段階から参加している佐藤が担当した。「おジャ魔女」という名称も佐藤のアイデアによるものである。シリーズディレクターに関しては佐藤の要望でもう一人加わった。それがテレビアニメシリーズでメインシリーズディレクターを務めることとなる五十嵐卓哉である。五十嵐は本シリーズの立ち上げ以前にも、『美少女戦士セーラームーン』（1992年 - 1997年）や『ふしぎ魔法ファンファンファーマシィー』（1998年 - 1999年）で高い評価を受けていた。2004年に放送された第5シリーズでは、監修を本シリーズについて知り尽くしていた五十嵐にしようとしていたが、生みの親である佐藤が務めることになった。
次にシリーズ構成（脚本）である。脚本はストーリーの基本となり、それに重ねて対象年齢が小学校低学年、高学年のため、いかに子供たちに分かってもらえるかが重要となる。そのため、関による小学三年生以下の男女児童のマーケティングがおこなわれ、『おジャ魔女どれみ』という作品のコンセプトが制作されていった。加えて、クラスメイトたちの設定やシリーズ中の各エピソードは、スタッフたち自身が小学生だった頃の思い出を元にした部分が多いという。また第3シリーズで扱った不登校児の問題などは、実際の小学校で意見を集めるなどした。
キャラクターデザインには、『ママレード・ボーイ』や『剣風伝奇ベルセルク』で好評の馬越嘉彦を起用した。最初のキャラクターデザイン段階では手足に関節や筋肉があったが、佐藤の「誰にでも描けるキャラクターにして欲しい」という要望で「棒みたい」になった。この他、美術は前作から継続でゆきゆきえと行信三が、色彩設計も同じく辻田邦夫が担当した。製作担当については、第3シリーズの中盤まで風間厚徳が務めており、風間の製作編成への異動に当たり、本シリーズで製作進行のキャリアを積んできた坂井和男が後任として起用された。第4シリーズ終盤では、当時スタジオジブリへの出向により、2年以上の空白期間があったアニメ監督・細田守が演出で参加、『時をかける少女』などで有名な女優・原田知世の声優参加などが一部で話題となった。
本シリーズは音楽にも定評がある。作中で使用された劇伴のすべて、それに挿入歌やキャラクターソングの一部は奥慶一の作曲によるもので、作中での挿入歌やお着替えシーン、マジカルステージの音楽も特徴的で、各シリーズの挿入歌集（BGMコレクション）の売上も好調だった。
出演声優は、『夢のクレヨン王国』にも出演していた声優陣の大半が本シリーズにも引き続き参加している他、本業が声優ではない役者を起用するという傾向も引き継いでおり、一例としては前出の原田知世や、舞台女優としての活躍も多い堂ノ脇恭子などが挙げられる。
スタッフ一同、第5シリーズ終了後「二度と『どれみ』に携わることはない」との気持ちであったが、本シリーズのスタッフが多数起用された『ハートキャッチプリキュア!』（2010年 - 2011年、プリキュアシリーズ第7作）が好評を博し、栗山緑名義で同作品の脚本を手がけていた山田のもとにも「どれみみたいな作品また作ってくださいよ」という声が寄せられるようになった。これを受けて、山田の筆により公式な続編『おジャ魔女どれみ16シリーズ』が刊行された。また、2024年3月にはシリーズ開始25周年を記念し、主要なスタッフが再結集の上で制作された新作映像『おジャ魔女どれみ1620s』が公開された。関弘美が語るところによれば、この新作映像は本シリーズが「次のステージに駆け上がるためのチャレンジ」であるといい、また同時期に開催された「AnimeJapan 2024」にて、新作映像でも見られた大人と子供の両方の姿が登場する作品を構想していることも発表されている。

## 各シリーズの概要
シリーズごとにテーマが設定されているが、それ以外にも全体を通してどれみたちやそのクラスメートの日常生活、恋の悩みや体の悩み、人間関係など、日常に潜む困難にも立ち向かう様子も描かれている。

### 『おジャ魔女どれみ』（第1シリーズ）
1999年2月7日から2000年1月30日まで、テレビ朝日系列で毎週日曜8:30 - 9:00（JST）に全51話が放送された。前述の通り、同系列における同時間帯での本シリーズの放送は、その後第4シリーズ終了まで踏襲された。作品のテーマとしては友情が掲げられている。
シリーズタイトルと区別する意味で、一部スタッフやファンの間からは『無印』と通称されているほか、2005年発行の『おジャ魔女どれみ メモリアルアルバム』では『第1シリーズ』と表記されている。次回予告の決めゼリフは「ハッピー！ ラッキー！ みんなにとーどけ！」。オープニングアニメーションの変更は第25話から、アイキャッチの変更は第27話から行われた。また、序盤には効果音の変更も複数回にわたって行われている。

#### あらすじ（第1シリーズ）
ドジで妹の春風ぽっぷからもバカにされる自称「世界一不幸な美少女」の小学3年生・春風どれみ。魔女に憧れ、好きな人に告白する勇気を魔法で手に入れたいと思っていた彼女は、ひょんなことから本物の魔女・マジョリカと出会う。この時マジョリカが魔女であることを、どれみが見破ってしまったために、マジョリカは魔女ガエルの呪いの力により魔女ガエルとなってしまう（猫に変身していたマジョリカのお付きの妖精ララは正体を隠す必要がなくなったため、元の妖精の姿に戻る）。
魔女ガエルに変えてしまったマジョリカを元の姿に戻すため、どれみは幼なじみの藤原はづき、転校生の妹尾あいこ、後にはどれみの妹春風ぽっぷと共に魔女見習いとしての修行に励んでいく。
魔女見習いとしての修行を続けていた3人は、偶然にも人間界に潜む「バッドアイテム」というものを見つける。これは、かつて魔女界に封印されていた「バッドカード」がとりついたものであり、持ち主の願いと正反対の不幸をもたらす。3人は魔女界の女王様からバッドカードの回収を依頼される。
中盤からは、別の魔女の下で魔女見習いをしている瀬川おんぷが登場。最初は自己中心的な性格で、どれみたちとは異なり魔法はあくまでも自分自身のために使っていた彼女だったが、どれみたちとの触れ合いを通じて次第に変わっていく。
その後、どれみ・はづき・あいこ・おんぷは見習い試験などのすべての課題をクリアし、一度は晴れて魔女になるが、直後にクラスメイト全員から魔女であることを見破られる。おんぷがとっさに魔法でクラスメイトの記憶を消去したためにこと無きを得たが、禁断の魔法の反動を打ち消すブレスレットが完全に壊れ、効果を打ち消すことが出来ず、おんぷは24時間以内に助けないと百年の眠りにつく呪いにかかってしまう。おんぷを救うことは禁忌に触れた罰にある者を救うことになり、魔女界の禁忌で同罪にもかかわらず、どれみたちは自分たちの魔女としての資格剥奪と引き替えにおんぷを目覚めさせる。
「魔法の力を借りなくても、自分たちの努力で願いをかなえることは出来る」ことを学んだ彼女たちは魔女から普通の人間の女の子に戻り、そして大親友となったのであった。一方で、元の姿に戻るすべを失ったマジョリカはMAHO堂を閉店することを決めた。

### 『おジャ魔女どれみ♯（しゃーぷっ）』（第2シリーズ）
2000年2月6日から2001年1月28日にかけて、全49話が放送された。また放送期間中の2000年7月8日には、劇場版1作品（テレビアニメと同じく30分の短編映画作品）も公開された。作品のテーマとしては愛情が位置づけられ、先々代の女王様など、後のシリーズの世界を広げる要素も同シリーズにて次々と登場した。また、同シリーズではMAHO堂が花屋になったことから、作中でも花言葉が多数登場した。
次回予告の決めゼリフは「ドキドキ！ ワクワク！ クルクルまーわれ！」。オープニングアニメーションの変更は第24話から、アイキャッチの変更は第3話と第8話のマイナーチェンジの後第29話から行われた。第1話のみ、次回予告BGMが「おジャ魔女はココにいる」のカラオケバージョンである。
2002年度東京アニメアワード優秀作品賞受賞。

#### あらすじ（第2シリーズ）
魔女は人間と違いバラの木から生まれる。その中でも100年に一度、とてつもない魔力をもった魔女の赤ちゃんを産むという「ウィッチー・クイーン・ローズ」の開花が間近に迫っていた。
魔女見習いの資格を失い人間に戻ったどれみたちはいつも通りの日常を過ごしていたが、小学3年生の終業式の日の夜に、「魔女ガエルの村」に旅立つマジョリカとララを見送ろうとMAHO堂の跡地に行くが、彼女たちは置き手紙だけを残してどれみたちの妖精ドド・レレ・ミミ・ロロと一緒に旅立ってしまっていた。悲嘆にくれる彼女たちだったがマジョリカの忘れ物に気づき、それを届けに魔女界へ入る。途中、ウィッチー・クイーン・ローズから魔女の赤ちゃんが生まれるところに居合わせたことから、彼女たちは1年間その赤ちゃんのママとなることを義務づけられてしまう。
小学4年生に進級したどれみたちは、新たに仲間に加わった瀬川おんぷとともに再び魔女見習いに戻って、その魔女の赤ちゃん・ハナちゃんを1年間育てることになる。無事に育てることができたなら、以前に没収した水晶玉を返すことを女王様は約束した。どれみたちは出来る限り魔法を使わずに、自分たちの力でハナちゃんを育てようと決心するが、慣れない子育てに戸惑うばかり。落第すれば親権を剥奪されてしまうという魔女界の医者マジョハートによる検診を乗り越え、そしてそれぞれが家族との過去の諍いや衝突の中で自分たちも両親や周りの人々に愛されながら育っていることを学びながら次第に一人前の母親として、1人の人間としても成長していく。
中盤からはハナちゃんを誘拐して魔女界から領土を取り返そうとする魔法使いたちが登場する。ハナちゃんを守るために新たな力を授かったどれみたちは、ハナちゃんを無事1年間育て上げるとともに魔法使い界と魔女界の戦争も回避させ、再び魔女になれることとなった。
ハナちゃんの魔力、そして、どれみたちとハナちゃんによって人間界と魔女界が再びつながりを持つことを恐れる先々代の女王様（の幻影）はそのことを不快に感じ、「このままでは、自身がかけた魔女ガエルの呪いを打ち破ってしまうため、ハナちゃんを生かしておけない」と、高熱で命を落とす呪いをかけてしまった。その呪いからハナちゃんを救うため、どれみたち4人は呪いの森に入り、魔女としての力を使い切って千年の眠りにつくのと引き換えにハナちゃんの命を助ける。どれみたちの優しさと犠牲を厭わない精神に心を乱された先々代の女王様（の幻影）は姿を消す（消滅はしていない）。そして、ママたちを慕うハナちゃんの必死の叫びが呪いを打ち破り、どれみたちは目覚める。
しかし、ハナちゃんを救うため呪いの森で先々代の女王様（の幻影）の呪いを打ち破る行動により、おジャ魔女たちは各自所有していた水晶玉を失ってしまった。水晶玉を失うことは、魔女の資格を完全に失うだけでなく、魔女見習いにもなれないことであることを女王様とマジョリンから伝えられ、おジャ魔女たちは驚愕し落胆する。だがどれみは、「それと引き換えにハナちゃんの命が救われたからそれで良い」と納得する。魔女（魔女見習い）の資格を失った元おジャ魔女たちは、魔女界の規定により、1年間育て上げたハナちゃんと別れの時を迎え、悲しみの涙の中、マジョリカ・ララと共に人間界へ戻った。人間界に戻った後のMAHO堂にある温室のライフウッドのベッドには、おジャ魔女たちとハナちゃんの記念写真が飾られた。

### 『も〜っと! おジャ魔女どれみ』（第3シリーズ）
2001年2月4日から2002年1月27日にかけて、全50話が放送された。さらに放送期間中の2001年7月14日には、劇場版1作品も公開された。作品のテーマは成長で、同シリーズからキャラクターデザインが一新され、併せて基本衣装も変更された。
次回予告の決めゼリフは「ケーキにクッキー！ 魔法のレシピ、教えてあーげる！」である。前述の通り、同シリーズより次回予告の前にエンディングが流れるという構成へと変更され、そのエンディングにも歌詞テロップが追加された。オープニングアニメーション・アイキャッチはともに第31話にて変更。またオープニングに登場するハナちゃんの髪型は、本編での髪型変更（第7話）に先駆けて初回の時点でツインテール（左右に水晶玉2つずつ）とされている。エンディングアニメーションは同シリーズより10秒短縮された。
同シリーズでMAHO堂がお菓子屋になったことから、作中でもお菓子のレシピが多数登場したほか、どれみたちも2種類のコスチュームにお着替えするようになった。1つは従来のスタイルを継承した魔女見習い服。もう1つはお菓子を作る時に使われるパティシエ服で、コックコートがモチーフとなっている。他方で、同シリーズからはおジャ魔女たちのお着替えのシーンが前シリーズまでよりも少なくなる。お菓子はもとより、パティシエ服が好評だったこともあり、第6シリーズ終了後の2017年と2018年には第3シリーズを基にした、「おジャ魔女CAFE」が期間限定で2度開催された。ももこの加入に伴い、同シリーズ以降では作中でも英語のセリフがいくつか登場している。字幕や日本語訳は一切付けられていないものの、セリフの意味については一部除けば前後の文脈から判断することができる。
放送期間中には、交通安全をテーマにした非売品のビデオソフト「おジャ魔女どれみの交通安全」（脚本 - 大和屋暁、演出 - 岩井隆央、作画監督 - 青山充）、「おジャ魔女どれみの自転車安全教室」（脚本 - 大和屋暁、演出 - 岩井隆央、作画監督 - なかじまちゅうじ）の2本をリリース。2本とも、はづきとあいこ、マジョリカとララが登場しない。

#### あらすじ（第3シリーズ）
ハナちゃんを救うために、魔女の証である水晶玉を割ってしまい、再び普通の人間に戻ったどれみたち。魔女の子供は満1歳になると育ての親と離して魔女幼稚園に預けさせるという魔女界の掟により、ハナちゃんとも離ればなれになってしまった。
小学5年生となったどれみたちは女王の計らいによって再び魔女見習いになり、帰国子女の新しい仲間「飛鳥ももこ」を加えて、どれみたちを魔女にすることに反対している魔女界の元老たちに魔女になることを認めてもらうために、今度はお菓子作りにチャレンジする。またクラス替えによって新たなクラスメイトや先生が多数登場し、彼らの抱える幾多の悩みを共に乗り越えていく。
当初は日本語やアメリカとの考え方の違いから衝突を起こしがちだったももこも、どれみたちの協力やはじめは嫉妬し邪険にしていたある玉木を含むクラスメイトの協力もあって打ち解けていく。
また、彼女たちの奮闘もあり、魔女界の規則（慣例）が見直されていく。
一方、魔女幼稚園に入園したハナちゃんは園内で他の園児同様、寄宿生活を送っていたが、どれみたちが1回目のパティシエ試験に合格後、マジョミラーの独り言を聞いて、魔女幼稚園の裏門からどれみたちが幼稚園の様子をこっそり覗き見る。その最中、でんぐり返しに失敗するハナちゃんを見て、どれみはついハナちゃんを応援すべく声を出してしまい、そのことでハナちゃんにかえって寂しい思いをさせてしまう。その後、オヤジーデがハナちゃんを幼稚園から人間界に連れ出し、そのことで、ハナちゃんが幼稚園から行方不明になったと魔女界で騒動になってしまい、どれみたちも急きょ魔女界へ向かい大捜索の末、人間界の美空町にあるMAHO堂にいるのを見つけ出した。そこで、ハナちゃんはママと禁断の再会を果たす。その後、昼間MAHO堂での経緯とその前の出来事を思い出したどれみは、でんぐり返しに支障がないよう髪型をツインテールに変える。その後、マジョミラー園長にハナちゃんを人間界で無事見つけたことを報告し、幼稚園に返しションボリしながら帰ろうとしたところ、ハナはママたちを呼び止め、目の前で「でんぐり返し」にチャレンジし、成功させる。この光景を見たマジョミラーは、「人間界のママたちと会わせるのは魔女として育てるのに良くないというのは考え違いで、人間と過ごすことでハナが学ぶことがある」と、これまでの慣習を見直し、ハナとの定期的な面会を認めることにした。
シリーズ中盤でハナちゃんは、ママであるどれみを魔法で人間界から魔女界へ呼び出したことが原因で、再び現れた呪いの森にいる先々代の女王様（の幻影）により、魔力の源である野菜を嫌いになる呪いをかけられてしまう。再びハナちゃんを引き取ったどれみたちは、人間界で野菜嫌いを治して魔力を取り戻させるために試行錯誤する。
どれみたちは工夫を凝らして最終的にハナちゃんの野菜嫌いの呪いを完治させることに成功した。そして、人間界での哀しい思い出から負の感情を暴走させていた先々代の女王様をも助けようとしたが、結果として呪いの森は（同時に先々代の女王の幻影も）消滅したものの、彼女を完全に救うことはできなかった。しかし、呪いの森が消滅したことで呪いの森の周辺の環境が元に戻り、先々代女王の深い眠りについている真の姿が初めて出現した。パティシエ試験を全てクリアするだけでなく、ハナちゃんの野菜嫌いを克服させたこと、幻のレシピを完全再現させ、呪いの森と先々代の女王様の幻影を消滅させることができた功績により、全ての元老院魔女に認められ、全員一致で魔女に戻すことが認められた。女王様をはじめ、どれみたちはいつか先々代の女王様を救うことを誓う。そしてハナちゃんは、野菜嫌いの呪いが克服されたため人間界から再び魔女界へ戻り、どれみたちと離れて生活することになる。

### 『おジャ魔女どれみドッカ〜ン!』（第4シリーズ）
2002年2月3日から2003年1月26日にかけて、全51話が放送された。地上波でのテレビアニメシリーズとしての最終作であり、当初はシリーズそのものの完結編として位置づけられていた。作品のテーマは卒業。次回予告の決めゼリフは「ピュアピュアドリームでっかくそーだて！」。前シリーズまでは「マジカルステージ」と唱える所からBGMが変わっていたが、同シリーズではマジカルステージを唱え始めからBGMが変わるようになる（代わりにポロンの音が出ない）などのマイナーチェンジも行われた。また、どれみとハナちゃん以外のおジャ魔女は、お着替えのシーンだけではなく個人でポロンを使うシーンも数えるほどしかない。
第40話からアサツー ディ・ケイのクレジットがASATSU-DKからADKに変更され、オープニングアニメーションの変更は第2話と第32話にて実施。アイキャッチの変更は第31話からで、変更前のアイキャッチは5種類が用意された。同シリーズのみエンディングの変更があり、第14話から第30話まで別のエンディングが流されていた。

#### あらすじ（第4シリーズ）
ハナちゃんは再び、ママと離れて魔女幼稚園で生活するようになった。だが、1歳半からの約半年間、人間界でママたちと再び一緒に暮らしていたことから、他の魔女幼稚園児よりもママへの思いは強く、幼稚園内でも寂しさのあまり泣いてばかり。その様子を見た女王様は、ハナちゃんを連れて先々代女王が眠るライフウッドの根元へ向かう。先々代女王を覆うように取り囲む6つの茨の横には、半分埋まったままのウェンディング・チェストがあった。それを偶然見かけたハナちゃんは女王様の制止を振り切り、そのチェストに触れてしまう。ハナちゃんの強力な魔法により、ウェディングチェストの封印が解かれ、中に封印されていた先々代女王の妖精ババが約1000年ぶりに目覚め、姿を現す。
その頃、スイートハウスMAHO堂に集まったどれみたちは魔女界から連絡があったか気になって学校に行く前に集まるも、何の連絡もなかったため落胆する。同じ頃、魔女幼稚園に戻ったハナちゃんは、オヤジーデやマジョポン・マジョピーたち先生方をはじめ、園児たちのありとあらゆる手段を使ってもハナちゃんの機嫌を取ることは難しい状況に陥っていた。さらに「（ママたちと一緒に）学校へ通いたい」というワガママ同然の暴走を起こし、自ら持つすべての魔力を使って急成長し、かつ、美空町のMAHO堂までも変えてしまった。その行為によりハナちゃんの魔法の力が水晶玉の限界を超えてしまい、4つあった水晶玉を全て割ってしまった。この事態によりハナちゃんは魔女の資格を失ってしまうだけでなく、無断でママたちが暮らす「人間界」へ向かった。6年生になったどれみたちは、最初は金色の髪をした少女が誰なのか分からなかったが、その少女が自ら「ハナちゃん」であることを告げ、急成長した姿に驚く。さらに水晶玉を割ってまで人間界にきてしまったことに衝撃をうけてしまう。その時、MAHO堂に来た女王様の計らいにより、魔女の資格を失ったハナちゃんが再び魔女に戻れるよう魔女見習いとして修行をすることになる。どれみたちは既に魔女の資格を得ているため、ハナちゃんの見習い試験1級合格のサポートをするよう命じられる。そして魔女界の女王様は、晴れてハナちゃんが魔女になったときには、どれみたちを魔女にすることを約束した（唯一、ぽっぷのみ魔女見習い中であったため、このとき対象に含まれておらず、当初の規定どおり1級の見習い試験に合格したら魔女になる、ということになっていた）。小学校最後の1年間は、人間界の常識など全く気にしないハナちゃんを加え、これまでにないドタバタ劇が繰り広げられるが、どれみたちが作中の問題解決のために魔法を使うことは次第に少なくなっていく。
一方、先々代の女王様は自らが人間界で味わった辛い思い出から生まれた「悲しみの茨（読み：いばら）」に捕らわれたまま眠り続けていた。どれみたちは、先々代の女王様の悲しみを癒す方法を見つけるために試行錯誤を繰り返すが、茨は次第に成長し、深い悲しみが魔女界や人間界を覆い、皆の気力を奪い始めてしまう。そうした幾多の苦難に加え、小学校卒業を前にそれぞれの複雑な家庭事情や将来のことについても悩み、自分なりの答えを見つけ出していく。
苦闘の末、どれみたちは悲しみの茨を消し、先々代の女王様を目覚めさせ、魔女ガエルの呪いも解かれた。無事課題を解決したどれみたちは、改めて魔女となるかどうするかの選択を迫られる。しかし、1か月の考慮期間を経て「魔女にならない」ことを決意する。ハナちゃんは次期女王の最有力候補として魔女界で研鑽につとめ、ともに魔女界と人間界が再び交流できるようになる日を目指すことになった。また、これに伴いマジョリカもハナちゃんの後見人に指名されたため、MAHO堂第1シリーズの建物に戻した上で店じまいし、ララや妖精たちそしてハナちゃんとともに魔女界へと帰っていった。

### 『おジャ魔女どれみナ・イ・ショ』（第5シリーズ）
2004年9月24日から2005年3月25日まで、全13話がOVAとしてリリースされた（詳細は#映像ソフト化節も参照）。またこれに先行して、2004年6月26日から12月11日まで、スカイパーフェクTVの有料チャンネル・パーフェクト・チョイス（PPV）にて、全話数が隔週で有料放送され、CS放送終了後も地上波にて、2005年より朝日放送をはじめ一部のテレビ朝日系列局や、独立UHF局でも放送された。これは、おジャ魔女どれみシリーズ初の地上波デジタル放送でもあり、このような放送形式や各話のフォーマットから、テレビアニメシリーズの1つとして扱われる場合もあるが、元々はテレビ放送を前提としないOVAとして企画・制作されたものであり、スカイパーフェクTVでの放送は先行放送という位置づけとなっている。
前述の通り、第3シリーズと時代設定を同じくする外伝的なシリーズとして制作されており、見習い服やキャラクターの設定についても第3シリーズのそれに準じたものとなっている。同シリーズではささやかな秘密をテーマに、どれみたちやクラスメートの小学5年生の時の、誰にも話せない秘密の話や意外な話、ほろ苦かったり切なかったりするナイショの話が、オムニバス形式で描かれている。このため、前シリーズまでとは異なり魔女界に関する話が中心にならないのも特徴である。
次回予告の決めゼリフは「ノートの端っこつまんで破いて秘密のお手紙回しちゃお！」。

### 『おジャ魔女どれみ16シリーズ』（第6シリーズ）
2011年12月2日から2015年12月2日まで、および2019年10月2日に講談社ラノベ文庫から通算10巻が刊行された。執筆者は栗山緑（第1 - 9巻）、影山由美 (20's)が、挿絵イラストは馬越嘉彦がそれぞれ担当。
第4シリーズ終了から3年後、高校生となったどれみたちを描いた小説作品で、前シリーズまでのようなテレビアニメシリーズではないが、執筆者・挿絵担当のみならず、CDドラマのプロデューサーを関弘美が務め、また原作者の名義も東堂いづみとして発表されているなど、テレビアニメシリーズの中核スタッフが同シリーズの制作に携わっており、アニメ作品ではないながらも正式な続編、第6シリーズとして位置づけられている。
タイトルの数字は作中でのどれみの年齢を示しており、作中でのどれみの誕生日（7月30日）に合わせて度々変更されている。また、後述の通り一部の巻では初版特典として、CDドラマを付録とした『ドラマCD付き限定版』も刊行されている。10巻目『おジャ魔女どれみ20's』は20代になったどれみたちを描いており、9巻目『おジャ魔女どれみ19』の番外編に相当する。したがって、2022年現在、『19』のエピローグが本シリーズの最終的な結末に該当する。
前シリーズまでと異なり、どれみたちに対しての「テーマ」や「課題」などは設定・明言されておらず、物語上の問題解決に至る作内時間のスパンも長く設定されている。作品の舞台や内容も、より「現実の過酷さ」に近付いた形となっている。
- 刊行一覧は該当節を参照
- 限定版付属のCDドラマについては該当節を参照

#### あらすじ（第6シリーズ）
魔女にならず人間として生き続けることを選んだどれみたちは、それぞれが別々の中学に進み、無事中学を卒業して16歳の高校生になっていた。小学校の同窓会であいこ、はづきと再会したどれみ。あいこは新学期から、ももこは2学期から、美空町に戻って来るという。かつてのメンバーの再集結に喜ぶどれみたちだったが、そこにおんぷの姿はなかった。中学期、成長によってチャイドルとしての仕事を失ったおんぷは、どれみたちとも連絡を絶ち、いずこかへと雲隠れしてしまった。
同窓会終了後、自分たちのこれからを話し合う中で「もし魔法がつかえたら、おんぷちゃんの行方も捜せるのに…」と昔を懐かしむ、どれみたち。しかし「魔法を捨てた決断をしたのは自分たちだ」、と改めて確認し合う。そんな矢先、第1シリーズ（どれみシリーズ原点）の「マキハタヤマリカのMAHO堂」が突如あらわれ、そこには魔女界に戻ったはずのマジョリカとララがいた。マジョリカはハナちゃんによって後見人を解任されたのだという。肝心のハナちゃんは反抗期に入り、自分たちの言うことなど聞きもしない。それどころか忠言を続ける自分を疎み、代わりの後見人にマジョルカを指名して自分をクビにしたのだ、と。
マジョリカから聞いたハナちゃんの変容に驚きを隠せない、どれみたち3人だが、魔法を捨てて人間として生きる決断をした自分たちには、もはや口を出せる問題でもない。取り敢えずは後見人を解任されてヒマになったから再びMAHO堂を始めるというマジョリカの誘いを受けて、どれみたちは再びMAHO堂で働くことにした。
最初は、もはや魔法は捨てたのだからとMAHO堂で働きはしても、魔法そのものには手を出さなかったどれみたちだったが、女性週刊誌がおんぷのプライベートを探り出したことから状況が一変した。おんぷ本人の声明が無いことをいいことにあることないことを書きたて、しまいにはおんぷ本人への人格攻撃までやらかす週刊誌にどれみたちは激昂。このままではおんぷの人生そのものにも影響をもたらしかねない。それを救えるのは友人である自分たちしかいない。そう決意したどれみたちは、おんぷを探し出すことを決意する。
しかし、どれみたちに立ちふさがる現実の壁は、あまりにも高すぎた。なんとか、おんぷが北海道にいるらしいことまではつかめたが、それ以上のことは何もわからない。どれみたちが手をこまねいている間にも女性週刊誌の悪意ある記事は人々を煽り、そして無責任な大衆はおんぷへの攻撃すらも辞さなくなるかもしれない。その焦燥にかられたどれみたちは「笑う月の晩」に「他人（ひと）を守るため、他人（ひと）を救うために、魔女（見習い）に戻ろう」と決断をする。
魔女ガエルの呪いが3年前に解消され、主だったペナルティや制約がないことから、自らに課した制約は「自分のために魔法を使わない」こと。それを破れば永遠に魔法を失う。それを魔女界の女王様に願ってどれみたちは魔女見習いに戻り、魔法でおんぷを探し出してことなきを得た。後にことの顛末を聞いたももこがどれみたちと同じ条件で魔女見習いに復帰する（ももこが魔女見習いに戻った翌日、MAHO堂は第3シリーズのMAHO堂に改装される）。そして、どれみたちとの絆によって立ち直り女優として再起を始めたおんぷは仕事で赴いたパリにて、ハナちゃんが人間界にたびたび出没していることを知る。小学生時代と異なりインターネットによる情報が急速に発達している現代、混乱は避けられない状況であり（動画も撮られていて、世界中で閲覧されていた）、すでにパリに出没している「謎の人物」の噂は世界中を駆け巡りつつあった。どれみたちは慌てると共に、「どれだけ世界を隔てようと、あたしたちはハナちゃんの『母親』だ」と再確認する。
その決意を胸に、おんぷも魔女見習いに戻り、ハナちゃんと邂逅を果たす。そしてハナちゃんの口から飛び出たのは、今まで魔女界が、その世界の安定のために隠し続けてきた、とんでもない事実だった。その事実を追うためにハナちゃんは今まで反抗期を装ってきたのだという。どれみたちは母親としてハナちゃんの言葉を信じ、そしてハナちゃんとともに、魔女界が隠し続けてきた、その真実を追うことになる。そのために、ハナちゃんは4度目となる人間界での留学に踏み切ることになる。
これらの出来事の合間にも、彼女らの周囲には時に大きく、時に大小の「事件」が次々と巻き起こる。16歳から始まる「高校生」という多感な年頃に端を発する、どれみたちゆえの悩みや迷い。同様に苦しみや不安を抱える友人たち。そんな彼らの力になり、時には逆に支えられ、おジャ魔女たちは自らの人生の進路に向けて、さらに大きな成長を果たしていく。

## 舞台

### 美空市 / 美空町
美空市（みそらし）および美空町（みそらちょう）は、作品の主な舞台となる架空の地域。
作中には、関東地方および神奈川県を舞台とするような描写が描かれている（第5シリーズ第1話にて、小竹たちが鎌倉方面から藤沢方面に自転車で向かっているシーンや、小田急小田原線、箱根登山鉄道の発着駅でもある箱根湯本駅が写っているシーンなどがある）。
地形は起伏に富み、どれみたちの通う美空市立美空第一小学校は海の見える高台に建っている。太陽が海から昇り海に沈むことが地理的特徴。また、ほとんどのおジャ魔女たちの住む場所は、美空市美空町である。
全体的に市が設置した建物はデザインに富んでおりかつ新しい物が多いのも特徴。また、美空市には市営スポーツセンターや歴史資料館などスポーツや文化的な施設も数多くある（第4シリーズ第40話）上に複数の線路がある。この点から考えると美空市は規模が大きく、財政状況はかなり潤沢であることが推測できる。また、少なくとも200年前の江戸時代から美空市が存在する。
他に今までに美空市にあると確認されている施設は、美空市役所（第4シリーズ第2話）、美空市総合病院（第1シリーズ第51話）、美空第一病院（第5シリーズ第12話）、美空大学（第2シリーズ第20話。建物そのものは描写されておらず、看板のみが登場している）、美空駅、美空市郵便局（第4シリーズ第40話）、美空市立美空中学校（第4シリーズ）、県立美空高等学校（第6シリーズ）などである。美空市内には鉄道が通っており、最寄り駅は「美空駅」。近隣には「青空駅」もある。

### MAHO堂
MAHO堂（まほーどう）は登場人物たちが働く架空の店。おジャ魔女たちが活躍した頃の所有者はマジョリカである。
第1シリーズでは、魔女見習いが魔法を使うためには魔女界の通貨でもある「魔法玉」が必要であり、それは自ら作った「魔法グッズ」を売って稼いだお金で、魔女界の問屋から買わなければならなかった。そこでどれみたちは魔女修行をしつつマジョリカの店「マキハタヤマリカの魔法堂」で働くことになったが、その際に自分たちで店内を改装し、また店名「マキハタヤマリカの魔法堂」の「マキハタヤマリカ」を削り、後ろの「魔法」を漢字からをローマ字にして、「MAHO堂」に改めた。どれみたちはMAHO堂に勤めるに当たって、家族やクラスメイトにボランティアで病弱な老婦人の店を手伝っていると説明している。
MAHO堂には、願いごとや悩みといった強い思いを抱いている者を、本人の知らないうちに引き寄せてしまう力を持っている。当初は冷房がないという設定だったが、次第に使われなくなった。
廃車だったものを改造したバス「MAHO堂号」を1台所有している。このバスはMAHO堂のメンバーの移動手段として使われるほか、移動販売車にもなる。
シリーズの変遷に伴い、MAHO堂も各シリーズの初回で度々改装されており、第2シリーズではマジカルステージで「FLOWER GARDEN MAHO堂」という花屋に、第3シリーズ（第5シリーズ）では同じくマジカルステージで「SWEET HOUSE MAHO堂」というお菓子屋に、第4シリーズではハナの魔法だけで「おしゃれZAKKA・MAHO堂」というビーズ細工などの小物などを扱う雑貨屋にそれぞれ改装された。
第6シリーズでは、当初は『おジャ魔女どれみ』同様の魔法グッズの店とされ、後にももこの帰国に伴って第3シリーズと同じくお菓子屋に改装されている。どれみ、はづき、あいこ、ももこは学業やクラブ活動、個人練習などの合間を縫って、アルバイトとして働いている。自分たちで店内を改装し、また店名を改めたのも第1シリーズと同じである。どれみとあいこ（後に帰国・転入したももこ）は学校にアルバイト届を出しているが、担任の八巻先生はどれみたちに理由を聞くことなく、「バイトは金が必要だからやる。理由はそれだけで十分だ」と寛容な姿勢を示し、「大人の中に入って、社会勉強できて、金までもらえるんだ。俺はバイト、大いに結構だと思っている」と奨励すらしている。
どれみたちの高校卒業後の『20's』ではマジョリカによってカフェ併設のシェアハウスに改装されている。当初はマジョリカ自身で運営していたが、就職浪人中だったどれみが自ら管理人に立候補し、彼女が運営することになった。また、ハナが通学の下宿先として入居している他、パリから帰国したももこが併設のカフェで提供するスイーツ作りのために出入りしている。
第4シリーズ（第5シリーズは第3シリーズと同じ年）までの「MAHO堂」の中では、「SWEET HOUSE MAHO堂」が一番売り上げがあったようである。
マジョルカの「ルカ・エンタープライズ」（芸能プロダクション）やマジョモンローの「MONROE'S MAGICAL SHOP」（菓子屋）など、人間界で暮らす魔女のほとんどは自分の店かそれに類する物を持っており、それらを総称して「MAHO（魔法）堂」と呼ぶこともある。中でも美空市の魔法堂は伝統のある著名な店であり、魔女界の女王が即位する前にオーナーだったということもあって、この店のオーナーになることは、魔女界の女王になろうとする者にとって大きなステータスであり、次期女王が約束されているとも言われている。
メインキャラクター5人（ももこ・あいこ・はづき・おんぷ・どれみ）の名前をローマ字で書いた頭文字を並べると「M・A・H・O・D （o）」となる。
同名の声優ユニットの名前についてはMAHO堂を参照。

### 魔女界
魔女界（まじょかい）は作品の主な舞台の一つとなる架空の異世界。人間界とは別の次元にあり、日本とは昼夜逆転している。女王と12人の元老魔女によって統治されており、女王は世襲制ではなく、前任者の指名または選挙によって決まるらしい。およそ1000年前までは人間界と交流があったが現在は途絶えており、ごく少数の魔女が密かに人間界に住んでいるのみとなっている。魔女界の空はいつも夕焼けのように赤く、小さな島や、何だかよくわからない物が浮かんでいたりする。魔女は魔女界にあるバラの木から生まれる。魔女だけでなく知性を持ったタコやイカあるいはムンクやキリコの絵画を思わせる人型生物なども住んでいる。「魔法文字」と呼ばれる音符のような形をした文字が使用されているが、なぜか平仮名や漢字、ローマ字に英語などを使って店の看板が書かれていたりもしている。魔女界の紋章は魔女界の「M」をモチーフにした16分音符のような形をしている（他方で、作中では紋章が16分音符の形で描かれることも多かった）。
他にも魔法使い界・星界・音楽界（ミュージカルのみ）・天界などがあり、幽霊（作中では「おばけ」と言っていた）、織姫、彦星など現実世界では実在が確認されていなかったり、伝承上の人物も作中では実在しているという世界観になっている。サンタクロースは第1シリーズでは実在が確認されたが、第2シリーズ以降は登場しない。また、伝説の黄金郷として知られる「エルドラド」は実在することになっている。

### 実在する場所・人物・イベント
上述の架空の場所以外では実在する場所やイベントを基に作られていることが多数あり、あいこが引っ越す前に住んでいた所の大阪府大阪市西成区天下茶屋、あいこの母親がアニメ放送時の居住地および勤務場所としていた阪南市、またあいこの両親との思い出の場所として箱作海水浴場、マジョリリカの営んでいるペンションの所在地が伊豆高原、ももこが幼稚園児時代から住んでいてマジョモンローの魔法堂があった場所としてアメリカ・ニューヨーク、ももこの母親の出身地として横浜市やその中の横浜中華街、高校生になったあいこが出場したインターハイや兵庫国体、どれみがサッカー部のマネージャーとして関わったサッカーでは、等々力競技場・国立競技場、成長したハナちゃんが出現したパリやカンヌなども作中にも登場している。さらに、SOSトリオのギャグなどで嘉門達夫や島田紳助、どれみの父・渓介は奥田民生のファンであるなど、実在する芸能人が挙がることもある。実在した言動や作品のシーンなどのパロディなどもいくつかある〔さよなら・さよなら・さよなら（テレビ朝日系列で同じ日曜に放送されていた映画番組『日曜洋画劇場』の解説者だった淀川長治のセリフ）や、○○・カンバーック!（『シェーン』のクライマックス）など〕。

## 用語
魔女見習い
自分の水晶玉を持たない未熟な魔女。人間が何らかの理由で魔女になるために魔女見習いになるケースが多いが、急成長したハナのように、水晶玉を失った魔女が再び水晶玉を得るために魔女見習いになるケースもある。通常の魔女との相違点は、寿命と魔法の使用に呪文を要すること、そして魔法を使うためには見習い服に着替える必要があることである。魔女ガエルの呪いの対象になるが、それは「魔女」ではなく「魔女見習い」だと看破された場合のみであり、魔女ガエルの呪いにかかる危険性は魔女と比べると格段に低い。
熟練した魔女は指を弾くか、杖を振るだけで魔法を発動できるが、魔女見習いや未熟な魔女は呪文を唱える必要がある。呪文の詠唱中の扱いが謎になっている作品は多いが、作中では魔女見習いが呪文を唱えている間は明確な時間経過が存在するため、詠唱中に時間を止められるなど何らかの妨害があれば魔法を発動できない。この欠点は第2シリーズの中盤から終盤の間のみ、後述のロイヤルパトレーヌの能力によって軽減された。
呪文
どれみたち7人の呪文は以下の通りである。
春風どれみ ピリカピリララ ポポリナペペルト
藤原はづき パイパイポンポイ プワプワプー
妹尾あいこ パメルクラルク ラリロリポップン
瀬川おんぷ プルルンプルン ファミファミファー
飛鳥ももこ ペルタンペットン パラリラポン
春風ぽっぷ ピピットプリット プリタンペペルト
ハナ ポロリンピュアリン ハナハナピー
彼女らの呪文は全員「パ行」が多く使用されているのが特徴である。
また、上記の呪文とは別に、見習い服に着替えた際にも呪文のような名乗り口上を発している。これは第1シリーズ第1話にて、どれみが「気分」として勝手に付け加えたアクションであり、本来は必要な呪文ではないが、以降の魔女見習いたちも同様の名乗り方を踏襲している。
おジャ魔女
劣等生魔女の別称「お邪魔な魔女」を指す侮蔑用語。特に主人公・春風どれみは魔女見習いとして劣等生だったこととドジっぷりとで即座におジャ魔女扱いをされていた。しかし、物語が進むにつれてどれみたちに対しては上記の侮蔑の意味合いが薄れ、単純に彼女らに対する通称に変化していった。マジョハートは当初どれみたちをこれに倣って「おジャママ」と呼んでいた。また、第4シリーズでは所持している水晶玉を割ってしまい、女王様から魔女見習いを命じられたハナちゃんもおジャ魔女の1人になる。
魔女ガエルの呪い
人間に「魔女だ」と口頭で指摘された魔女が、魔女ガエルというカエルのような醜い姿（作画上は形容しがたい愉快な形状の緑色の小動物）に変身してしまう呪い。この姿でも、水晶玉があれば変身前と同様に魔法を使うことはできる。
魔女ガエルとなった魔女を元の姿に戻せるのは指摘した当人の魔法だけであり、そのためには指摘した人間が魔女見習いとなり、一人前の魔女にならなければならない。だが、魔女の正体を見破った時点で恐れをなして逃げ出してしまう人間が多い。また、例え魔女になれたとしても、そこからさらに修行を積んで自身の水晶玉を大きくしなければこの呪いを解くことは困難である。このため、魔女界には元の姿に戻れない数多くの魔女たちの生活場所として魔女ガエル村が存在する。
この呪いは魔女見習いにも適用されるが、魔女見習いは「人間でも魔女でもない状態」のため、「魔女見習いだ」とまで言及されて初めて呪いが発動する。他方で、男性から正体を見破られた場合については劇中において全く想定されていない。
呪いが発動しない条件は劇中で登場したもので以下の4通り。
- 魔女見習いが他の魔女の正体を看破した場合（逆も同様）
- 正体がばれても、口頭で直接指摘されない場合
- 看破したのが通常の人間ではなかった場合（サンタクロースや幽霊、魔法使いなど）

この呪いを掛けたのは魔女界の先々代の女王・マジョトゥルビヨンであり、元々は彼女が体験した苦痛を他の魔女が味わうことを避けるため掛けた魔法である。しかし徐々に、彼女の意志に逆らい交流を禁じた人間界へ行った者への「呪い」としての概念が確立され、上記の名が定着した。
第4シリーズ終盤、悲しみから解放されたマジョトゥルビヨンと魔女界の住人全員の協力により、魔女ガエルの呪いは完全に消滅し、全ての魔女ガエルは無事元の姿を取り戻した。とはいえ、呪いが消滅した第6シリーズでも、どれみたちのこの呪いに対する恐怖心が未だ根強いことが描写されている。
笑う月の晩
人間界と魔女界との間は、上級の魔女、魔法使い、魔女界の女王は無条件で行き来することができるが、魔女見習いは「笑う月の晩」しか行き来できない。作中に登場する月は実際に笑顔を浮かべている。月齢は関係なく、「欠けた笑う月」も登場している。また、満月の夜は無条件で笑うため、「笑う月の晩」は作品世界で「満月」の代名詞となっている。
第6シリーズにおいて笑う月が出る日は、時刻に関係なく人間界と魔女界を行き来できるとの記述があるが、この記述の内容が魔女見習いであるどれみたちに適用されるかどうかまでは、作中では言及されていない。
魔女見習い試験
魔女見習いの昇級試験。あらかじめ試験日が告知され、1人につき1日1回しか受験できない。9級から1級までの順番に従う必要は無く、成績が優秀または何らかの善行を行えば、飛び級ができる。6級以上の合格者には証明として「認定玉」を入れる容器である「認定証」が与えられる。最終的に1級の試験に合格し、かつ魔法により2度の善行を行った時に見習い魔女は魔女として認められ、認定証は各人固有の水晶玉に変化する。第1シリーズ終盤ではこの時点で「魔女」とされていたが、後の第4シリーズ終盤の説明ではこの時点でも実質人間のままであり、完全な魔女になるには、自身の水晶玉で「魔女になれ」と自身に呪文を唱えるという、さらなる段階を踏む必事があることが明らかになっている。試験の課題はほぼ毎回違うが、作中では4級、3級、1級の課題は共通である（後述）。前述の通り、魔女見習いは「笑う月の晩」のみ魔女界へ行き来できるため、試験（1級を除く）は人間界の夜に行われる。見習い試験は頻繁に受験をすれば一年程で1級に進級できるが、ぽっぷだけは見習い試験1級に合格するまで4年かかった。
不合格の場合は追試験というケースもある。また、試験の日に欠席した場合は不合格にならず、ただ進級できないだけである。
一度試験に合格すれば、魔女見習いをやめる、あるいは資格を剥奪された後に再度復帰しても合格した級の資格が取り消されることは無い。
以下の3つは各級の試験に合格した際の特典。
- 9級：1体の妖精が与えられる（後述参照）。
- 7級：植物に魔法を掛けることで、その植物と会話することができるようになる。
- 6級：自分のポロンと思い入れのある楽器を合体させた「クルールポロン」が使用可能となる。

共通の課題
- 4級：勤勉な兎と素早い亀との競走。参加者は魔女見習いの妖精。兎と亀より先にゴールに到着すれば合格となる。途中で色々な仕掛けがあり、魔女見習いは魔法で協力できるが、箒で飛ぶ魔法と相手を邪魔する魔法は使ってはいけない。
  - 仕掛け：大きな壁、魔女見習いと同じ姿になった妖精と二人三脚、眠って夢の中の蝶々を捕まえる。

- 3級：制限時間内に三つの世界の扉に入り、最初の場所に到着すれば合格。試験中、魔法は二回しか使用できない。また、最後の扉に入る前に受験者の好きなもので誘惑するという仕掛けがある。
- 1級：魔法で良いことをし、相手に「ありがとう」と言わせると合格となる。このとき、相手に魔法のことを知られてはいけない。また、「ありがとう」と言わせる相手は人間とは限らず、たとえ助けた相手が動物でも「ありがとう」という態度が示された場合も合格となる。相手が魔法で助けられて魔法の力を知らない場合、その場で「ありがとう」と言っても合格できる。これまでの試験と違い、1級試験は昼間に実行され、場所は魔女界ではなく受験者の住む町である。

妖精
9級試験に合格した魔女見習いに与えられる妖精。魔女見習いの妖精は主人と同じ姿に変身できるが、会話は成長するまで特定の音でしか交わせない。魔女の妖精は猫に変身できるほか、主人の姿に変身することもでき、どれみたちの影武者となっていたこともあるが、前述のように特定の音で発話できないため、影武者を見ていた父親たちは子育てについて悩むことになる。この他、共通の能力として自分の姿を隠すことができる。
元々魔女である者の妖精については、いつ誕生するのか、また全ての魔女に妖精がいるかどうかは明らかになっていない。作中にて、妖精が存在していることに言及された魔女はマジョリカ、マジョルカ、先々代の女王様だけである。
水晶玉
魔女の力の源。魔女は生まれつき持っており、魔女見習いは認定証を完全に満たすことで手に入る。持っていればポロンを使わずに魔法を行使でき、所持者の成長と共に肥大化し、使える魔法も増えていく。しかし所持者から離れると一切の魔法が使えなくなり、また、水晶玉の許容限度を超えた魔法を使うと砕けてしまう。自身の水晶玉の一部を削り他者に分け与えることも可能。一生に持てる水晶玉はひとつだけという決まりがあり、完全な紛失（砕け散った場合も同様）もしくは没収された場合は魔女の資格を失い、通常二度と魔女に復帰することはできない。一方で、ハナは誕生の時点で水晶玉を5つ（後に4つ）所持していたが、前述の事情からそれらがすべて失われてしまったため、彼女のように水晶玉を複数個所持していた場合にどのような扱いとされるか、シリーズ全体を通して言及されていない。
禁断の魔法
使用者が必ず報復を受けるため、発動が禁じられている魔法。魔法が万能でないことを証明するためにそのようなものがあると思う。魔女見習いは報復に加え、女王により罰則として一定期間の魔法の使用禁止、最悪の場合は資格の剥奪を課せられる。作中では以下の3種類の魔法が禁止されている。(それ以外の禁断の魔法が存在するかどうかは不明。)
- 死者を蘇らせる魔法
- 病気や怪我を治す魔法
- 人の心を変える魔法（対象者に好意を抱かせる、記憶の抹消、緊張感の緩和など）

報復として言及・描写されているものには、「死者を蘇生した代わりに使用者が死ぬ」、「病気や怪我を治療した場合はそれを代わりに使用者が引き継ぐ」などが挙げられる。このように呪いの内容は一律ではなく、魔法の成否などによって様々に変化する。例として、第1シリーズで頻繁に禁断の魔法を使ったおんぷは、使用した代償が重なり100年の眠りに陥りかけた。第3シリーズではももこが、死去したマジョモンローに死者を蘇らせる魔法を使ったが、水晶玉の粉砕により失敗したため、魔女の資格剥奪のみで許されている。この他にも第2シリーズ最終話では、1000年の眠りについた元おジャ魔女たちを目覚めさせようと、女王様自身が禁断の魔法で助けようとしており、この時はマジョリンとマジョハートが体を張って阻止したため未遂に終わっている。万が一、女王様が禁断の魔法を使った場合の扱いについては、シリーズ全体を通して言及されていない。
マジカルステージ
9級以上の魔女見習い3人以上が力を合わせて発動できる魔法。これにより自身たちの級に2級増しの魔法が使えるが、1級と6級の魔女見習いでは魔力に差があるため、ステージが発動できない。
使用するには「その場でマジカルステージに参加する」見習いを含む魔女が3人以上いなければならないが、パトレーヌコール（後述）を使うことで遠隔地にいる魔女見習いもマジカルステージに参加することができる（第2シリーズのみ）。また、魔力の不十分や欠員があった場合、マジョリカやハナなどステージに参加していない他の魔力所持者の補助を受けられれば発動可能になる。 MAHO堂（第2・3・6シリーズ）の改装の際は、マジカルステージを出現させた上で、かつ、女王様の魔法「MAHO堂よ、変われ！」の組み合わせでMAHO堂は一瞬で改装される。
シリーズ最大のマジカルステージは、魔女界の住民全員で行われた魔女ガエルの呪いを解いた時のものである。
タップ
魔女見習いの身分を象徴するアイテム。見習い服・ポロン・ほうきが収納されている。第3シリーズのパララタップを除き、見習い服に着替える際はタップを手に持って使用し、着替え後は見習い服の胸に装着される。タップの使用には資格や年齢制限などはなく、所有者を認識する機能もないため、基本的に誰でも使えるが、第2シリーズ以降に登場したタップを使用するには、1級の魔女見習い試験に合格している必要がある。
見習い服
タップに収納されており、音楽に合わせて着替える。服・手袋・ブーツ・帽子がセットになっている。各自に固有の色がある。
ポロン
「魔法を使うための楽器」。各自に固有の呪文と効果音がある。
空飛ぶほうき
空を自由に飛べる箒。魔女見習いはタップで出す必要がある。生物のように独自の意志があり、新人の魔女見習いはそれを乗りこなすには苦労を要するが、例外的にあいこは脅迫でねじ伏せて乗りこなしている。
第1シリーズの終盤以外で、飛行するところを誰かに目撃されたことは無い。
魔女界への扉
魔女界へと繋がっている扉。月が笑う晩（例外あり）に行き来できる。美空町のMAHO堂の扉はシリーズによって異なる。
第6シリーズまでに判明している、魔女界への扉がある場所は以下の通り
- 美空町のMAHO堂
- 美空町の芸能プロダクション「ルカ・エンタープライズ」
- NYの魔法堂
- パリのMAHO堂
- パリのバスティーユにある、マジョコレットが営む骨董店
- パリ郊外のペール・ラシェーズ墓地

ライフウッド
魔女界の子どもを育てる際に用意される木。子どもの健康状態に合わせ、周囲の気温を調整できる。ベッドの部分は別でライフウッドから作られた物。第3シリーズの中盤で、ハナが野菜嫌いの呪いのため、再び人間界で暮らすことになった時に、女王様の計らいで、第2シリーズで使用していたライフウッドをリメイク（コンパクト化）したベッドをMAHO堂へ持ち込んだ。 第4シリーズではハナの魔法で巨大なライフウッドが「おしゃれZAKKA・MAHO堂」の一部となった。また、魔女幼稚園の寄宿舎には巨大なライフウッドがあり、各園児のベッドが用意され、根本部分はグランドピアノになっている。
MAHO堂号
MAHO堂がマジョルカに乗っ取られた時に、近くにあった廃車を改造して作られた移動販売兼用バス。伊豆高原や横浜などに遠出する際使われた。

## アイテム

### シリーズ共通のアイテム
見習いタップ（どれみタップ）
魔女見習いの最初の変身アイテム。第1シリーズ第1話の時点でマジョリカは3個所有し、ぽっぷの分は後にデラを通して購入した。真ん中のボタンを押すと見習い服が現れ、音楽が鳴る間に着替える必要があり、着れなければ服がタップの中に戻る。見習い服を着ている間は胸中央にタップが付く。第2シリーズ以降のタップは主に叩くことでポロンや空飛ぶほうきを出すが、このタップは周囲の音の出るボタンを後述の方法で押して出す。中央には八分音符のマークがついている。NY時代のももこも同様のタップを使用していた。
見習い服（第1シリーズ仕様）
魔女見習いの最初の服。タップ中央のボタンを押すと音楽と共に現れ、音楽が鳴っている間に着替える。間に合わなければやり直しとなり、どれみとはづきは1度着損ねている。犬がボタンを押し、偶発的に着替えさせられた描写も存在する。NY時代のももこも着用していた。
クルールポロン
6級試験に合格した魔女見習いがそれまで使用していたポロンと、各自の愛用の楽器を合体させたポロン。魔女の資格が剥奪された際は、女王様によって愛用の楽器が分離された後、各自に返却された。ぽっぷは第4シリーズの終盤まで使用した。
魔法玉
魔法を使う際に必要なビー玉状の玉。強力な魔法を使う際は複数の魔法玉が必要となる。クルールポロン専用の魔法玉は形が異なり、通常の魔法玉の3倍の力があるとされる。後に出てくる「魔法の実」と同様に、第40話で「魔法玉がたわわになる木」が登場している。
「魔法玉5個分」といった重量の基準や、魔女界の通貨としても使われる。また、人間界の貨幣や品物と交換する場合、その額面ではなく物に込められた「想い」の強さが基準となる。
空飛ぶほうき
「ド・ファ・ラ・ド」と押すことで現れる箒。
認定玉
6級の見習い試験に合格した時、認定証（専用のケース）と共に与えられる玉。6級以降の見習い試験に合格した時、および善行の魔法を使った時にもらえる。形はクルールポロンに収められる魔法玉に似ている。魔女になるためには6級から1級試験に合格する他、2回善行を行わなければならず、よって認定玉は8個必要となる。
水晶玉
魔女の証たるアイテム。認定証の中に8個の認定玉を埋めると変化する。ポロンと違い無制限に魔法を使用できる。どれみたちが得た分は所持者ごとに色や形が違っており、魔法を鍛錬することによって大きくなれるらしい。
どれみたちが入手した時期とその末路は、以下の通り。
どれみ、はづき、あいこ、おんぷ（第シリーズ第50話で獲得、次の第51話で没収。第2シリーズ第48話で再度授与されるが、次の第49話で全部破損。）
ももこ（第3シリーズ第2話の回想シーンに登場。マジョモンローを生き返らせる魔法を使うも力及ばず破損。）
ぽっぷ（第4シリーズ第41話で1級試験に合格するも保留扱いとなり、第50話で獲得に至るも即マジカルステージでハナちゃんの新しい水晶玉の一部になった。）
純粋水晶玉
ハナちゃんが誕生時から頭頂部の髪を一房にまとめていた玉。紫・緑・青・オレンジ・桃の5個で形成。1個ごとビー玉程度の大きさ。ハナちゃんが魔法を発動させると全ての玉が光ると共に特殊な音が鳴る。第3シリーズ第7話で髪型をツインテールに変えた時に髪の固定具として右髪には紫・緑、左髪には橙・桃に分けられ、この時あぶれた青の玉の行方は作中で触れられていない。第3シリーズ第28話で先々代の女王の幻影に野菜嫌いの呪いをかけられてからしばらくして、ハナちゃんの魔力が衰え、全ての純粋水晶玉が輝きを失い色が落ちた。どれみたちの努力で野菜入りの料理を1種類食べられるごとに水晶玉の輝きが1個復活し、第47話で全ての水晶玉の輝きが復活した。第4シリーズ第1話でハナちゃんが自らを12歳に急成長させ、さらにMAHO堂の建物もスイートハウスから雑貨ショップに変えてしまうという強力魔法を使った結果、身に着けていた4個の玉は全て破損してしまう。

### 第1シリーズのアイテム
ポロン
タップで低い方から高い方へ「ド・ミ・ソ・ド」と鳴らせば現れる。数種類の名前があるが、作品に登場した形状は3種類のみ。
ペペルトポロン
魔法の杖状の楽器。どれみ・ぽっぷが使用していた。
プワプワポロン
はづきが使用していたポロン。バトンのような細長い型。バイオリンの音が鳴る。
ポップンポロン
あいこが使用していたポロン。プワプワポロンと同型。ハーモニカの音が鳴る。
レジスター（第2シリーズまで）
通常の小売店で使われるレジとは異なり、バーコードではなく直接商品にスキャナをあてるだけで価格を読み取ることができる。またレシートはカラフルである。第3シリーズから『MA HO DO』と書かれた新しいレジスターを使うようになった。
バッドカード
第1シリーズ中盤で登場したカード。かつて魔女界に封印されていたが、一部の悪意をもった魔法使いが盗み、人間界に持ち込んでしまった代物。バッドカードは人間界の様々な物品に憑依し、それを「バッドアイテム」に変えてしまう力を持っている。バッドアイテムは持ち主の願いと正反対の不幸をもたらす。
ピュアレーヌ
第1シリーズ中盤で登場した称号。バッドアイテムを見つけ出し、悪用しなかった清き心を持つ者にのみ認められ、マジカルステージを使うことでバッドアイテムからバッドカードを抜き取ることができる。
作中では当初どれみ・はづき・あいこの3人がピュアレーヌとして認められていたが、最後の4枚のバッドカードを抜き取る際にはおんぷも参加していた。
ピュアレーヌパソコン
第26話から登場。バッドカードを回収して保管する際に使われる。ピュアレーヌに認められ、バッドカードの回収を命じられたどれみたちに女王から渡された。起動させるためのスイッチは画面から出さなくてはならず、ピュアレーヌ以外の者は使用できない。中にはオヤジーデが封印されていたが、第2シリーズ第5話でハナの力により不完全ながら解放され、同話でバッドカードが全て回収され、女王様へ返却された。
マジョルカのお守り（おんぷのみ）
第35話からおんぷが使用。禁断の魔法を使った際に発生する報復から着用者を守るが、限度を超えると粉々に壊れ、それまでの報復が一斉に襲いかかる。第49話でかれんのあがり症を治す魔法を使った際に壊れ始め、最終話で記憶抹消魔法を使用した際に限界を超えて壊れてしまい、蓄積していた報復は100年の眠りとなっておんぷを襲った。

### 第2シリーズのアイテム
同シリーズ以降、主要アイテムは各シリーズの第1話で女王から支給される。他方でぽっぷのみ、第4シリーズ第50話まで一貫して初期のタップ・見習い服・クルールポロンを使い続けた。
リズムタップ
1級試験に合格した魔女見習いだけが使用できるタップ。カスタネットのように体を叩きながら着替える。魔法の実を収納できる。
見習い服（第2シリーズ仕様）
第1シリーズのデザインを残しながらも各所に白を配されている。女王への謁見時には、魔女界の紋章のついたマントを羽織る。
ピコットポロン
魔法の実で使用できるポロン。呪文を唱えると先端の♪マークが回転する。魔法の実は1つしか入らないが、巨大な魔法でない限り1回では消滅しない。魔法ハーブはこのポロンでのみ見つけられる。
魔法の実
八分音符に似た形状の木の実であり、1個あたりの魔力・通貨としての価値は魔法玉の数十倍に相当する。魔法玉と違い、各自で「魔法の実のなる木」を育てることで補充するが、育てるのは大変難しいとされている。
母子手帳
第7話から登場した手帳。デラが第2話で渡し忘れていたため、どれみたちには遅れて送られた。ハナの健康診断・育児テストの際に必要となる。合格するとマジョハートからハンコをもらい、押すたびに表紙の色が変化する。表紙は子どもである「ハナ」の写真がプリントされている。
クルリンコール
第7話から登場。ダイヤル式の携帯電話。魔法の実がなければ使用できない。「魔法の実が勿体ない」としてあまり使用されなかった。アイキャッチでは、ぽっぷが使用している場面がある。
魔法ハーブ
第9話から登場。魔女の赤ん坊を養育する際に必要となる。普通に（といっても魔女問屋から）買えば高価な物であり、どれみたちは買わずに伊豆高原などにある野生の魔法ハーブを採取した。主に栄養剤や薬として利用される。
ロイヤルパトレーヌ
第2シリーズ中盤から登場。ピュアレーヌ同様、女王に認められた特別な魔女だけに与えられる称号である。以下のパトレーヌドレス・リースポロン・パトレーヌコールを使うことが許される。どれみたちは、オヤジーデら魔法使いたちからハナを守るため、女王からこの称号を与えられた。ロイヤルパトレーヌに変身する際は、1度マジカルステージを発動し「ハナちゃんを助けて!」と唱える必要がある。作中ではどれみたち4人が一斉に変身することが多かったが、マジカルステージの発動条件の関係上、パトレーヌコールの使用による参加者も含め3人いれば変身可能。
パトレーヌドレス
第23話から登場。ハナを守るためにロイヤルパトレーヌになったどれみたちに新たに与えられた服で、タップはなく、代わりに魔女界の紋章が付く。花びらをモチーフにしたデザインで、見習い服（第2シリーズ仕様）よりもさらに白の配色が多い。悪意のある魔法を跳ね返す力があるが、ドレスに触れない魔法には効果が無い。また、ドレスを着ている間はリースポロンしか使えない他、悪意のある魔法を跳ね返す力には限度があり、それを超えてしまうと引き裂かれてしまうというデメリットも存在する。
リースポロン
第23話から登場。パドレーヌドレス着用時のみ使え、ロイヤルシードでのみ使用できる。呪文は「最初の1節 + パトレーヌ」と短く済ませ、魔法の内容を頭の中で念じるだけでマジカルステージ級の魔法を発動させられる。媒体となるロイヤルシードが希少な物であるため、主に魔法使いたちからハナを守る場合にのみ使用が許されている。
ロイヤルシード
第23話から登場。魔法の実の成る木に、「10年に1個実ればいい方」だと言われる、二連八分音符に似た貴重な魔法の実。極めて高い魔力があり、リースポロンはこのロイヤルシードでのみ使用できる。物語終盤で、どれみの鉢植えに奇跡的に4つも実っていた。この実のおかげで、魔法使い界での危機を脱出することができた。
パトレーヌコール
第25話から登場。ロイヤルパトレーヌ専用の携帯電話。1か所に全員が揃っていなくてもマジカルステージが出来るよう魔法を飛ばしたり、ノートなどの物を飛ばしたり、妖精をロイヤルパトレーヌパソコンに送り込んだり出来る。
ロイヤルパトレーヌパソコン
第31話から登場。付属の発信バッチを使ってハナの現在位置を表示したり、妖精やオヤジーデを取り込むことができる。妖精をパトレーヌコールからロイヤルパトレーヌパソコンに送ると妖精たちの頭身が大きくなる。

### 第3・第5シリーズのアイテム
パララタップ
他シリーズのタップと異なり、左手に付けられた腕輪状。指輪がセットになっている。始めに手拍子を2拍打ちパラパラ風のメロディで踊りながら着替える。踊りの3拍子目のポーズと手袋の装着ポーズに各自の個性が現れている。また、手を叩く回数と踊りの順序を変え、3拍目で頭に手をのせるポーズを取るとパティシエ服に着替えられる。
必要時以外は出ない（見えない）ようになる。見習い服、パティシエ服どちらかを着ている場合、1回手を叩けば服の裏返しができる。
見習い服（第3・5シリーズ仕様）
パフスリーブがついたボレロ風のデザイン。他シリーズと異なり、胸中央部は魔女界の紋章がついている（他シリーズでは、お着替え後にタップが装着される）。リバーシブルであり、裏返すとパティシエ服になる。
スウィートポロン
魔法の素により使用できるポロン。握り部分の先端にパラソルに似せた反りがついている。呪文詠唱時の音楽が全て生演奏に変わった。また、ポロンに魔法の素を補充するには女王に取り次いでもらわなければならない。
パティシエ服
見習い服とリバーシブルになった、菓子作り専用の服。白を基調にしたデザインとなっている。手袋が消え、パティシエポロンを出そうとする時以外タップが消える。スカーフは♪をモチーフに各自の見習い服のカラーになっている。
魔女（見習い）の正体を隠すため、どれみたちは魔女見習い服で衆目に晒されることをアニメシリーズ全編を通して避けているが、このパティシエ服の場合は例外であり、魔女感が皆無なイメージであるため普通にこのスタイルで知人であっても接することができる。
パティシエインカム
パティシエ服に着替えた時、見習い服の帽子の代わりに装着される。同時通訳機能がついている他、（シリーズ後半から）レシピ日記に妖精を送り込む機能もある。耳の所には魔女界の紋章がついている。第5シリーズでは、インカムが装着されていない回もある。
パティシエポロン
お菓子を作る時の仕上げに、願い事を唱えながら魔法の素を振りかける。これにより作られたお菓子は魔法アイテム扱いとなる。
魔法の素
粉末状の魔力媒体。極めて高価なもので、数も少ない。魔法問屋で購入することが可能。スウィートポロン、パティシエポロンを使う際に用いられる。女王様のみポロンに補充ができるが、作中では1回しか補充されていない。
クッキングストーブ
オーブンとコンロとストーブが一つになっている料理器具。中央の扉がオーブン、左右が火を焚くスペースになっている。上部中央のガラス窓はオーブンの中に入っている生地の焼け具合を確認するためにある。S.H.MAHO堂のお菓子の大半はこれで作られる。
キャンディタワー
キャンディやチョコレートを作ることができる3階建ての機械。3階部分に投入口があり、スイッチを入れると1階の部分にキャンディが出てくる。
レシピ日記
第30話から登場。先々代の女王の専属料理人だったマジョロクサーヌが、魔法文字で各種の調理法を記した本。これが登場するまでは、どれみたちは市販のレシピ集を利用していた。日記の内部には無尽蔵に広がる書庫としての空間や、占いや日記、伝言板などの機能を備えた空間が構築されており、妖精を中に送り込むことでそれらの機能が使用できる。この中に入ると幼い妖精でも人間の言葉を話せるようになる。

### 第4シリーズのアイテム
コロンタップ
他のタップとは異なり、ハート型のアトマイザータイプで、香水を吹き付けるようにして着替える。タップ上部には魔女界の紋章が付く。使用後はパララタップ以外のタップと同様、胸中央部に付けられる。
見習い服（第4シリーズ仕様）
それまでの見習い服と異なり、飾りボタンと直角を多用したデザイン。これまでのシリーズのものに比べ、少し大人っぽいデザインとなっている。
ジュエリーポロン
先端にジュエリーをあしらったポロン。マジカルステージを利用する時はリミッターを外して使う。ポロンを出した描写は劇中ではない。中に仕込まれている、大きなひし形の魔法玉（新型魔法玉）に魔法玉の力（魔力）を充填することで魔法を使えるようになるが、魔力の充填はこのポロンを作ったマジョトロンでしかできない。また、このポロンの最大の特徴として後述のハナちゃんのコンパクトにエナジーを送れるという能力がある。
コンパクト
ハナがタップの代わりに使用。コンパクトを開き中央のボタンを押すと中心部から羽根のついたリュックが現れ、見習い服が飛び出してきて着替えられる。着替え中はコンパクトに羽根が付き、ハナの周りを飛び回る。着替え後はそのまま胸の部分に装着される。使用するにはどれみたち5人のジュエリーポロンから送ってもらうエナジーが必要であり、エナジーがない状態では使用できず、見習い服を着ている間にエナジーが尽きると見習い服がコンパクトに戻ってしまう。中には女王の水晶玉を削って作った6人の水晶玉が（ハナの水晶玉を5人の水晶玉が囲むように）収められている。
見習い服（ハナ専用）
レモンカラーと白色を基調に、フリルを多用したデザイン。着替えのポージングは第1シリーズのものに近い。背中には見習い服が入っていたリュックを背負う。帽子の先端はどれみたちのものとは違って二股になっている。
マジカルリスト
ハナがポロンの代わりに使用するリストバンド。呪文なしで使えるが、ハナは自分で考えた振り付けと呪文で魔法を使う。リストが1つでも欠けている状態では魔法を使えない。エナジーが尽きるとかけた魔法の効果も切れてしまう。
機織り機
一般的な機織り機。魔女界の紋章が付いているため魔女界の物とされるが、ほとんどの魔女は魔法で一瞬で作ってしまうため、機織り機が使える魔女はほとんどいない。
アコーディオン
白象のパオちゃんが身に付けていた楽器。ハナは初見ながら見事弾きこなし、パオちゃんが伴奏に合わせて踊ることで、先々代の女王の悲しみが生み出したイバラを取り除くことができる。パオちゃんがハナの魔法で小さくなった後は、ハナとパオちゃんの鼻がタッチすることでアコーディオンが現れていた。
水晶玉（ハナのコンパクト用）
女王が自らの水晶玉を削ってどれみたちのために作った6個の玉。どれみたち用の分は各色と音符の形状で、女王の魔力でコンパクトから分離した際はどれみたちがかつて見習い試験に合格して得た水晶玉と同じ形に変化した。どれみはこの水晶玉を使ってマジョリカをマジョガエルから元の姿に戻した。そして全ての玉とぽっぷが見習い試験で得た水晶玉が一つになり、ハナちゃんの新しい水晶玉になった。

### 第6シリーズのアイテム
基本的には第1シリーズ（第1巻・第2巻）、第3・5シリーズ（第2巻以降）のそれに準じるが、細部については相違点も複数見られる。
見習いタップ
第1シリーズと同一。魔女ガエルの呪いが解けたため、代わりとしてどれみたちは「自分のために魔法を使わない」というルールを決め、女王に相談した。このため、女王の計らいによって、どれみ、はづき、あいこ（第2巻でももこが加わる）のいずれか一人でもルールを破った場合、全員のタップが破砕される仕様になっている。
パララタップ
第3・5シリーズと同一。ももこの帰国にあたりMAHO堂が洋菓子店にリニューアルされることになったため、見習いタップはパララタップに交換された。どれみたち4人のペナルティについては見習いタップと同様。おんぷは復帰当初からこちらを使用するが、彼女に関しては上記のペナルティが課されている描写はされていない。
見習い服（第1シリーズ仕様改）
基本的なデザインは第1シリーズ仕様に準拠しているが、ニーソックスやイブニンググローブを着用している点が異なる。作中では「魔女見習いバージョンじゅうろく」と呼称。第6シリーズ第1巻のラストおよび2巻冒頭ではももこ、第1巻・第2巻カラー口絵ではおんぷも着用している。
見習い服（第3・5シリーズ仕様改）
ももこの帰国に伴いリニューアルされた。基本的なデザインは第3・5シリーズ仕様に準拠しているが、第3・5シリーズ当時にはなかった襟が追加された他、第1シリーズ仕様改同様ニーソックスを着用している。第6シリーズ第3巻ではおんぷも着用している。作中では「も〜っと! 魔女見習いバージョンじゅうろく」と呼称される。
パティシエ服（改）
基本的なデザインは第3・5シリーズ仕様に準拠しているが、襟元やカチューシャのデザインが変更されている。パティシエインカムは付いていない。作中では後年定着した慣例に合わせ「パティシエール服」と表記されている（全員が女性であるため）。
クルールポロン
小学生時代のどれみたちが使用していた物と同一。本来ならば初期のポロンとなるが、女王の計らいにより、ペペルトポロンより高度な魔法が使えるクルールポロンを与えられた。材料となる各自の愛用の楽器はマジョリカが魔法で人間界から運び出し、女王によって合体が行われた。
スウィートポロン
第3・5シリーズと同一。ももこの帰国に伴いクルールポロンから交換した。おんぷは復帰当初からこれを保有する。
魔法玉
第1シリーズと同一。
空飛ぶほうき
第1シリーズと同一。
クッキングストーブ、キャンディタワー
第3・5シリーズと同一。S.H.MAHO堂への改装により再び設置された。このうちクッキングストーブだけは、どれみたちが高校卒業後、MAHO堂が洋菓子店から魔法グッズの店に戻った後も残してもらった（お店としてではなく、元おジャ魔女やマジョリカたちのプライベートのお菓子作りのため）。
水晶玉（ハナちゃん用）
第4シリーズ終盤で得た玉と同一。普段はハナちゃんの私服のキュロットスカートの中に入れて携帯している。

## 作中劇

### 信子作品
どれみたちのクラスメイトの一人、横川信子による創作。男役の信子があいこと共演する筋書きが多い。小学校卒業後も「美空小町」のペンネームでクラスメイト（高校は別々である）の丸山みほとの創作（合作）活動が、続いていることが第6シリーズで明かされた。
「少年探偵 縦川信夫」
第1シリーズ第6話で登場
少年探偵として活躍する縦川信夫とその従順な助手である忠犬どれみが何者かに拉致された。縦川は忠犬どれみが監禁されている山小屋を見つけたが、その部屋には爆弾が仕掛けられていた。
「走る少女」
第2シリーズ第10話で登場
あいこは、新学期初日に校門でぶつかったのがきっかけで信彦と知り合った。第一印象は最悪だったが、徐々に互いに惹かれていく。しかし、信彦の家族やライバル・おんぷの妨害で2人はすれ違い始める。
「無国籍戦士あいこ」
第3シリーズ第8話で登場。丸山みほとの合作漫画（信子が原案、みほが作画）。あいこ隊員がどれみロボに乗って麗香星人を倒す物語。当時日本語が読めなかったももこのためにマジカルステージで漫画の中に入って物語を楽しんだ。
「カリスマ配達員」
第2シリーズ第38話で登場。信子が自身の経験を基に書いた、4年生のときの学芸会の台本。
「ハナちゃんのひみつ」
第4シリーズ第8話で登場。「無国籍戦士あいこ」と同様に丸山みほとの合作漫画である。ハナちゃんが変身したり呪文を唱えたりするシーンが登場し、魔女だと知っているのではないかどれみたちに誤解される。

### テレビ・映画など
「おジャ魔女時代劇 少女よ大志を抱け」
第2シリーズ第45話で放送された時代劇。魔女見習いが天女見習いなど、作中での時代に合わせた設定がなされている。
「機動戦隊バトルレンジャー」
第1シリーズ第42話、第4シリーズ第24話などに登場。同じ東映グループ制作の特撮テレビドラマ「スーパー戦隊シリーズ」をモチーフとしたテレビドラマで、おんぷがミイ姫の役で出演している。どれみ（後にはハナちゃんも）は同作品の大ファンであり、左記2エピソードでは仲間たちを巻き込んで「おジャ魔女戦隊マジョレンジャー（第4シリーズ第24話では冠は「魔法戦隊」である）」に変身している。
「ガザマドン」
第1シリーズ第38話、第2シリーズ第39話などに登場。ゴジラシリーズをモチーフとした怪獣映画シリーズ。第3作「ガザマドン エピソード1」ではなぜか江戸時代が舞台となる。作中では瀬川おんぷが複数回出演している。ガザマドンの名前は製作担当の風間厚徳から。第6シリーズでは、同作品の二番煎じとして制作された「ザガイドン」シリーズが興行的に失敗したことが語られ、出演したおんぷの人気低下の一因になった。
「しあわせ橋」
第1シリーズ第49話で、おんぷがヒロイン役のオーディションに出場したドラマ。
「走れ熱血先生」
第3シリーズ第11話などに登場。少し昔の学園ドラマで、5年生ではづきたちの担任になった西沢先生が教師を志すきっかけとなった。
「ブルームーン」
第6シリーズ第2巻でおんぷがオーディションを受けたミュージカル（舞台）。イギリスで話題になった作品を日本で公演するために、新たなキャストを募るべくオーディションを行った。この舞台の成功によりおんぷは、チャイドルから女優への脱皮を遂げる。日本での初演は12月1日。日本での好評を受けて、翌年3月にはロンドンで、翌4月にはパリ・オデオン座で再演された。そしてパリ公演中におんぷはハナちゃんと思しき「パリの歌姫（読み：ディーヴァ）」の存在を知る。

## 登場人物
声はテレビアニメシリーズの声優。
春風どれみ（はるかぜ どれみ）
声 - 千葉千恵巳
本シリーズの主人公。赤毛のお団子頭がトレードマーク。自称「世界一不幸な美少女」。ステーキが何よりの大好物。
ドジで何をやっても失敗ばかりだが、明るくて友達思いの優しい純粋な心の持ち主。魔女に憧れていて、偶然にもマジョリカが魔女だと知り、元に戻すために魔女見習いとなる。惚れっぽく、魔女見習いになった理由は「好きな人に告白する勇気が欲しい」。見習い服の色はピンク。
魔女としての様々な修行や友人・知人たちの悩みと向き合うにつれて、仲間たちと共に1人の人間として大きな成長を遂げていく。
藤原はづき（ふじわら はづき）
声 - 秋谷智子
どれみの幼馴染。茶髪のポニーテールと眼鏡が特徴。どれみが魔女見習いであることを最初に見破ったのも彼女である。
おしとやかでおっとりとした性格だが、笑いのツボがズレている一面もある。家にばあやのいるお嬢様で、バイオリンが得意。魔女見習いになった理由は「母に嫌と言える勇気が欲しい」。見習い服の色はオレンジ。
自分が言いたいことがハッキリと言えないことに悩んでいたが、どれみたちと共にシリーズを通じて様々な経験を積んだ事で成長し、しっかりと自分なりの意見を言えるようになっていく。
妹尾あいこ（せのお あいこ）
声 - 松岡由貴
大阪生まれの転校生。おでこの広い青色のショートヘアが特徴。粋のいい浪速っ子。ボーイッシュで運動神経は抜群。
大阪弁で話し、天然な所のあるおジャ魔女たちのツッコミ役で常識人。両親が離婚し、父娘家庭の生活のため家事全般を担う。魔女見習いになった理由は両親の復縁。見習い服の色は水色。
瀬川おんぷ（せがわ おんぷ）
声 - 宍戸留美
第1シリーズの中盤から登場。人気チャイドルの転校生。紫色のサイドテールが特徴。マジョリカのライバルであるマジョルカの正体を知ったことで魔女見習いとなった。
普段はチャイドルらしく愛想良く振舞うが、本来はクールでドライな性格。向上心があり、学業と芸能活動、魔女見習いを両立させている。
当初は禁断の「人の気持ちを変える魔法」を多用することからどれみたちと対立していたが、彼女たちと過ごしていく内に心を開き友達になる。
第2シリーズからはどれみたちの仲間として行動し、角が取れて穏やかな性格になっている。見習い服の色は紫。
飛鳥ももこ（あすか ももこ）
声 - 宮原永海
第3シリーズから登場。アメリカ育ちの転校生。ライトイエロー色のリング型の髪型が特徴。お菓子作りが得意。以前までは師匠のマジョモンローの下で働き魔女見習いとなっていたが、その師匠を亡くした上に禁断の魔法を使用したことで、どれみたちと合流した。
アメリカ育ちらしい、天然で明るくハイテンションな性格。転入当初は日本語がまともに話せないなどのアメリカとのカルチャーショックや自分の意見をストレートに口にしすぎて相手への配慮を欠いたことからトラブルを起こすが、どれみたちのおかげで本来の明るさを取り戻す。見習い服の色は黄色。
春風ぽっぷ（はるかぜ ぽっぷ）
声 - 石毛佐和、詩乃優花（代役）
どれみの妹。外ハネしたピンク色のショートヘアが特徴。どれみたちの正体を偶然目撃し、姉を追いかけるように魔女見習いになる。どれみたちよりも年下なので魔女見習い最年少。
姉のどれみと違って、おませなしっかり者。どれみを馬鹿にすることも多々あるが、本当はどれみのことが大好きな甘えん坊。途中からピアノを習い始める。見習い服の色は赤。
ハナちゃん
声 - 大谷育江
第2シリーズから登場。魔女界のバラから産まれた赤ちゃんで、次期女王候補である。どれみたちが育ての親となり、赤ん坊の時は小学生で子育てすることになったどれみたちをハラハラさせるが、彼女たちの献身もあって実母同然に慕うようになり、結果としてどれみたちの成長に大きく貢献する。
第4シリーズではふとした出来事がきっかけで、魔法でどれみたちと同年代まで急成長し、「巻旗山 花（まきはたやま はな）」という名前でどれみたちの小学校に通い、魔女見習いとなる。急成長後も、無邪気さは幼稚園児のままなため、度々トラブルを引き起こす。見習い服の色は白。
マジョリカ
声 - 永澤菜教
「MAHO堂」のオーナーを務める魔女。どれみに正体を知られ、呪いで魔女ガエルになってしまう。元の姿に戻して貰うため、どれみたちを魔女見習いにする魔法の師匠的存在。
当初は人間嫌いでどれみたちを厳しく叱っていたが、彼女たちと交流する内に心を開く。
ララ
声 - 高村めぐみ
マジョリカのお付きの妖精。普段は人型の妖精の姿をしているが、おジャ魔女以外の人の前では猫の姿をしている。おジャ魔女たちのお姉さん的存在で、マジョリカを落ち着かせる唯一の人物である。
魔女界の女王様
声 - 今井由香
魔女界に住む美しく寛大な女王様。おジャ魔女たちのことを見守っている。ベールの下の顔は謎に包まれているが、その素顔は第4シリーズで明かされる。

## スタッフ
- 原作 - 東堂いづみ
- 連載 - 講談社「なかよし」
- シリーズ構成 - 山田隆司
- 音楽 - 奥慶一
- 製作担当[注 104] - 風間厚徳（第1話 - 第3シリーズ第30話）　→ 坂井和男（第3シリーズ第27話 - ）
- 美術デザイン - ゆきゆきえ、行信三
- 色彩設計 - 辻田邦夫
- キャラクターコンセプトデザイン・総作画監督 - 馬越嘉彦
- 監修 - 佐藤順一（「ナ・イ・ショ」）
- シリーズディレクター - 五十嵐卓哉、佐藤順一（第1シリーズ） → 山内重保（第2シリーズ）
- 音楽制作 - バンダイ・ミュージック → キングレコード → マーベラスエンターテイメント
- 演技事務 - 小浜匠
- デジタル撮影 - 三晃プロダクション
- 効果 - 石野貴久（サウンドリング）
- アニメーション制作 - 東映アニメーション
- 制作協力 - 東映[注 105]
- 制作 - 朝日放送 （「ナ・イ・ショ」を除く）、ADK、東映アニメーション[注 105]、マーベラスエンターテイメント（「ナ・イ・ショ」のみ）

### シリーズプロデューサー
- おジャ魔女どれみ - 株柳真司（朝日放送）、堀内孝・荒井加奈子（ASATSU-DK）、蛭田成一・関弘美（東映アニメーション）
- おジャ魔女どれみ♯ - 株柳真司・西澤萠黄（朝日放送）、荒井加奈子・成毛克憲（ASATSU-DK）、関弘美（東映アニメーション）
- も〜っと! おジャ魔女どれみ - 西澤萠黄（朝日放送）、成毛克憲・高橋知子（ASATSU-DK）、関弘美（東映アニメーション）
- おジャ魔女どれみドッカ〜ン! - 西澤萠黄（朝日放送）、高橋知子（ASATSU-DK→ADK）、関弘美（東映アニメーション）
- おジャ魔女どれみナ・イ・ショ - 関弘美、小林宣弘（東映アニメーション）、高橋知子（ASATSU-DK→ADK）、川村彩（マーベラスエンターテイメント）

## 主題歌

### オープニングテーマ
おジャ魔女どれみ
「おジャ魔女カーニバル!!」
作詞 - 大森祥子 / 作曲 - 池毅 / 編曲 - 坂本昌之 / 歌 - MAHO堂
- 1999年の第4回アニメーション神戸 AM・KOBE賞（主題歌賞）受賞曲
- 第4シリーズ最終回でも挿入歌として使用。

おジャ魔女どれみ♯
「おジャ魔女はココにいる」
作詞 - 並河祥太 / 作曲・編曲 - 堀隆 / 歌 - MAHO堂
も〜っと! おジャ魔女どれみ
「おジャ魔女でBAN2」
作詞 - 里乃塚玲央 / 作曲 - 小杉保夫 / 編曲 - 安井歩 / 歌 - MAHO堂
おジャ魔女どれみドッカ〜ン!
「DANCE!おジャ魔女」
作詞 - もりちよこ / 作曲 - 小杉保夫 / 編曲 - 山中紀昌 / 歌 - MAHO堂
おジャ魔女どれみナ・イ・ショ
「ナ・イ・ショ・YO! おジャ魔女」
作詞 - 柚木美祐 / 作曲 - 吉山隆之 / 編曲 - 川本盛文 / 歌 - MAHO堂
- 「おジャ魔女カーニバル!!」、「おジャ魔女はココにいる」は第3シリーズ時のMAHO堂メンバーで収録したバージョンもある（ミュージカルで使用）。
- オープニングアニメーションは、同一の主題歌でも複数のバリエーションが存在することがある。「おジャ魔女カーニバル!!」には魔女見習いの春風ぽっぷが登場するバージョンが、「DANCE! おジャ魔女」にはハナちゃんのお着替えシーンが異なるバージョンがそれぞれ存在する。「おジャ魔女はココにいる」、「おジャ魔女でBAN2」にもバリエーションがある。

### エンディングテーマ
おジャ魔女どれみ
「きっと明日は」
作詞 - 大森祥子 / 作曲 - 茅原万起 / 編曲 - 川崎真弘 / 歌 - しゅうさえこ
- 第51話では劇中シークエンスで使用された。

おジャ魔女どれみ♯
「声をきかせて」
作詞・作曲 - 杉山加奈 / 編曲 - 丸尾めぐみ / 歌 - MAHO堂
- 第49話では劇中シークエンスにてフルサイズで使用された。

も〜っと! おジャ魔女どれみ
「たからもの」
作詞・作曲 - 茅原万起 / 編曲 - 安井歩 / 歌 - こむろゆい
- 他のシリーズとは異なり最終回（第50話）でも通常の映像が用いられた。

おジャ魔女どれみドッカ〜ン!
「わたしのつばさ」（第1話 - 第13話、第31話 - 第51話）
作詞 - ひかわさくら / 作曲 - 佐野恭野 / 編曲 - 信田かずお / 歌 - 中司雅美
- 第51話のみ、佐藤順一の子供たちによる合唱で、2番まで使用された。

「おジャ魔女音頭でハッピッピ!!」（第14話 - 第30話）
作詞 - 武頼杏 / 作曲 - 小杉保夫 / 編曲 - 上田益 / 歌 - MAHO堂
- 「東映アニメーション魔女っ子シリーズ」で音頭が放送されたのは、史上初。

おジャ魔女どれみナ・イ・ショ
「ステキ∞（ムゲンダイ）」（第1話 - 第11話、第13話）
作詞 - 柚木美祐 / 作曲 - 坂下正俊 / 編曲 - 川本盛文 / 歌 - MAHO堂
- 最終回となる第13話のみダイジェスト映像となっている。

「たからもの」（第12話）
- 第3シリーズのエンディング。第12話のみエンディングでこの曲が使われた。

## 放送局
| 放送局                   | 放送期間                      | 放送日時 | 備考               |
| ------------------------ | ----------------------------- | --- | ------------------ |
| 朝日放送・テレビ朝日系列 | 1999年2月7日 - 2003年1月26日  | 日曜 8:30 - 9:00 |                    |
| 山陰放送                 |                               | 木曜 16:00 - 16:30 （1999年9月時点） 水曜 16:54 - 17:24 （2001年7月時点） 水曜 16:50 - 17:20 （2002年7月時点） 土曜 7:00 - 7:30 （2003年1月時点） | スポンサードネット |
| チューリップテレビ       | 2000年4月15日 - 2000年7月1日  | 土曜 6:00 - 6:30 | 第1シリーズ        |
| チューリップテレビ       | 2000年7月10日 - 2000年9月25日 | 月曜 16:00 - 16:29 | 第1シリーズ        |
| チューリップテレビ       | 2000年10月3日 - 2001年5月1日  | 火曜 16:28 - 17:00 | 第1シリーズ        |
| チューリップテレビ       | 2001年7月3日 - 2002年3月12日  | 火曜 16:28 - 17:00 | 第2 - 第4シリーズ  |
| チューリップテレビ       | 2002年3月26日                 | 火曜 16:22 - 16:50 | 第2 - 第4シリーズ  |
| チューリップテレビ       | 2002年4月1日 - 2002年9月23日  | 月曜 16:20 - 16:50 | 第2 - 第4シリーズ  |
| チューリップテレビ       | 2002年9月28日 - 2004年5月15日 | 土曜 6:00 - 6:30 | 第2 - 第4シリーズ  |
| 宮崎放送                 | 2001年5月7日 - 8月6日         | 月曜 - 木曜 5:30 - 6:00 | 第1シリーズ        |
| 宮崎放送                 | 2001年10月1日 - 12月26日      | 月曜 - 木曜 5:30 - 6:00 | 第2シリーズ        |
| 宮崎放送                 | 2002年9月4日 - 2004年8月11日  | 水曜 5:30 - 6:00 | 第3シリーズ以降    |
| テレビ高知               |                               | 水曜 16:30 - 17:00 | 第1シリーズのみ    |

『おジャ魔女どれみナ・イ・ショ』（全13話）
| 放送局       | 放送期間                 | 放送日時                | 備考 |
| ------------ | ------------------------ | ----------------------- | --- |
| 朝日放送     | 2005年3月25日 - 4月10日  |                         | 第1話 - 第6話、第8話 - 第12話は平日午前（子供アニメ大会枠）にて、 第7話、第13話は日曜6:30 - 7:00にてそれぞれ放送。 |
| メ〜テレ     | 2005年4月2日 - 7月9日    | 土曜 7:00 - 7:30        | 6月18日は「全米オープンゴルフ」、6月25日は「全米女子オープンゴルフ」の生中継のため休止。 |
| テレビ神奈川 | 2005年6月21日 - 11月15日 | 火曜 20:00 - 20:30      | 7月5日は『神奈川県議会中継』(19:00 - 20:25)、7月12日は『プロ野球〜横浜 横浜×広島』(19:00 - 21:30)、7月19日は『プロ野球〜甲子園 阪神×横浜』(19:00 - 21:30)、8月2日は『プロ野球〜横浜 横浜×阪神』(19:00 - 21:30)、8月16日は『プロ野球〜大阪ドーム 阪神×横浜』(19:00 - 21:30)、9月13日は『プロ野球〜ナゴヤドーム 中日×横浜』(19:00 - 21:30)、9月27日は『プロ野球〜横浜 横浜×中日』、10月4日は『神奈川県議会中継』(19:00 - 20:25)、11月8日は『高校サッカー選手権神奈川県大会〜等々力』(19:00 - 21:30)のためそれぞれ休止。 |
| 群馬テレビ   | 2005年8月2日 - 11月1日   | 火曜 17:00 - 17:30      | 9月13日は『競艇中継』(14:45 - 17:30)のため休止。 |
| 秋田朝日放送 | 2005年8月25日 - 12月8日  | 木曜 16:00 - 16:30      | 9月8日は『健康達人の旅〜膝関節とサメ軟骨の巻〜』(16:00 - 16:30)、11月24日は『わくわくビューティ!』(16:00 - 16:30)、12月1日は『インフォ』(16:00 - 16:30)のため休止。 |
| チバテレビ   | 2006年2月1日 - 5月23日   | 火曜 17:30 - 18:00      | 3月7日は『茨城県立高校入試解答速報』(17:30 - 17:45)、『地球は元気!まつりに乾杯!!』(17:45 - 18:00)のため休止。 |
| テレビ埼玉   |                          | 金曜 18:30 - 19:00      | |
| サンテレビ   |                          | 月曜 - 木曜 7:00 - 7:30 | |
| 北海道テレビ |                          | 日曜 6:30 - 7:00        | |
| TVQ九州放送  |                          | 日曜 5:30 - 6:00        | |
| サガテレビ   |                          | 水曜 15:30 - 15:57      | |

その他
BS朝日では「おジャ魔女どれみ#」の途中で打ち切られた。CS放送では、キッズステーションとアニマックスにおいて第4シリーズまでが放送され、字幕放送も実施された。
海外では、韓国において第3シリーズまでがMBCで、第4シリーズがケーブルテレビ「トゥーニバース」のみでそれぞれ放送。後者では主題歌を差し替えて放送となった。また第5シリーズは韓国の他、イタリア、スペインでも日本と同様にケーブルテレビでの放送実績がある。

## 短編アニメ

### お笑い劇場
『おジャ魔女どれみ お笑い劇場』
おジャ魔女どれみ20周年記念として、2019年3月23日から2020年3月22日まで、東映アニメーション公式Youtubeチャンネルにて全26話が配信された。
第6シリーズと同じ時系列上のストーリーにあたるが、一方で登場キャラが2頭身のデフォルメキャラとなっているなど、同シリーズと比べてコミカルな作風が志向されており、一部の設定も異なっている。キャストならびに一部のスタッフはテレビアニメシリーズに準じる。また、配信日時は地上波でのテレビアニメシリーズの放送当時の日時に合わせ、隔週日曜の8:30からの配信とされている。
キャスト（お笑い劇場）
- 春風どれみ - 千葉千恵巳
- 藤原はづき - 秋谷智子
- 妹尾あいこ - 松岡由貴
- 瀬川おんぷ - 宍戸留美
- 飛鳥ももこ、矢田まさる - 宮原永海
- 春風ぽっぷ - 石毛佐和
- マジョリカ - 長澤菜教
- ハナちゃん - 大谷育江
- 小竹哲也 - 氷青
- 玉木麗香 - 永野愛

スタッフ（お笑い劇場）
- 監督 - 谷東
- 企画 - 関弘美、国広守
- 原作 - 東堂いづみ
- プロデューサー - 原田拓朗
- 音楽 - 奥慶一
- キャラクターデザイン - 馬越嘉彦
- 音響監督/録音 - 亀田亮治
- 音響効果 - 出雲範子
- 録音スタジオ - スタジオJumo
- 音響制作 - Ai Addiction
- 製作 - coyote
- 制作 - 東映アニメーション

主題歌（お笑い劇場）
「おジャ魔女カーニバル!」
各話リスト（お笑い劇場）
| 話数   | サブタイトル                         | 脚本     | 配信日         |
| ------ | ------------------------------------ | -------- | -------------- |
| 第1話  | 結成!お笑いMAHO堂                    | 栗山緑   | 2019年 3月23日 |
| 第2話  | 今は昔 パート1                       | 大和屋暁 | 4月14日        |
| 第3話  | 誰が突っ込み？                       | 大和屋暁 | 4月28日        |
| 第4話  | 連想クイズ                           | 大和屋暁 | 5月12日        |
| 第5話  | ステーキの呪い                       | 栗山緑   | 5月26日        |
| 第6話  | 今は昔 パート2                       | 栗山緑   | 6月8日         |
| 第7話  | 何食べる？                           | 大和屋暁 | 6月22日        |
| 第8話  | おジャ魔女大喜利 その1               | 栗山緑   | 7月6日         |
| 第9話  | 今は昔 パート3                       | 大和屋暁 | 7月20日        |
| 第10話 | 玩具                                 | 大和屋暁 | 8月4日         |
| 第11話 | ハナちゃんがやってきた               | 栗山緑   | 8月25日        |
| 第12話 | 通訳                                 | 大和屋暁 | 9月7日         |
| 第13話 | いらっしゃい                         | 大和屋暁 | 9月22日        |
| 第14話 | おジャ魔女大喜利 その2               | 栗山緑   | 10月5日        |
| 第15話 | 最近どうなの？                       | 大和屋暁 | 10月19日       |
| 第16話 | ハナちゃんはストーカー？①            | 栗山緑   | 11月2日        |
| 第17話 | 今は昔 パート4                       | 大和屋暁 | 11月16日       |
| 第18話 | 玉木麗香は絶好調！                   | 栗山緑   | 12月1日        |
| 第19話 | あいちゃんの恋愛事情                 | 栗山緑   | 12月14日       |
| 第20話 | はじめての○○                         | 大和屋暁 | 12月28日       |
| 第21話 | ハナちゃんはストーカー？②            | 栗山緑   | 2020年 1月12日 |
| 第22話 | 今は昔 パート5                       | 栗山緑   | 1月26日        |
| 第23話 | もしも、あいちゃんが東京育ちだったら | 栗山緑   | 2月9日         |
| 第24話 | 今は昔 パート6                       | 大和屋暁 | 2月23日        |
| 第25話 | おジャ魔女大喜利 その3               | 大和屋暁 | 3月7日         |
| 第26話 | おジャ魔女大喜利 その4               | 大和屋暁 | 3月22日        |

### ほのぼの劇場
短編Flashアニメ集おジャ魔女どれみ ほのぼの劇場
20周年大感謝祭（カーニバル）プロジェクトクラウドファンディングの特典としてBlu-ray収録予定の短編Flashアニメ。全5話。また2020年1月10日開催の期間限定ショップでも第2話をミニシアター上映された。
キャスト（ほのぼの劇場）
- 春風どれみ - 千葉千恵巳
- 藤原はづき - 秋谷智子
- 妹尾あいこ - 松岡由貴
- 瀬川おんぷ - 宍戸留美
- 飛鳥ももこ - 宮原永海
- マジョリカ - 永澤菜教
- ララ - 高村めぐみ
- 女の子 - 白石晴香

スタッフ（ほのぼの劇場）
- 監督 - ポエ山
- キャラクターコンセプトデザイン - 馬越嘉彦
- 音響監督 - 佐藤順一、鎌谷悠

各話リスト（ほのぼの劇場）
| 話数  | サブタイトル          | 脚本       |
| ----- | --------------------- | ---------- |
| 第1話 | さいこうのおくりもの♪ | 東堂いづみ |
| 第2話 | げんきのまほう♪       | 山崎亮     |
| 第3話 | あめふりのまほう♪     | 黒須美由記 |
| 第4話 | ことばのまほう♪       | 成田良美   |
| 第5話 | みんなのたからもの♪   | 高木黎     |

## 劇場版

### 『映画 おジャ魔女どれみ♯（しゃーぷっ）』
2000年7月8日に「東映アニメフェア」の一環として公開された。
ストーリー
5級試験を終えたぽっぷが魔女界から持ち帰った「ウィッチー・クイーン・ハート」という花によって巻き起こる騒動の物語。どれみがねずみになる事件を通じて、どれみとぽっぷの姉妹の絆を描く。同作品での騒動は、第2シリーズ第37話の回想シーンでも語られており、さらにラストシーンは第2シリーズ第40話へ直接繋がる形にもなっている。
キャスト
- 春風どれみ - 千葉千恵巳
- 藤原はづき - 秋谷智子
- 妹尾あいこ - 松岡由貴
- 瀬川おんぷ - 宍戸留美
- 春風ぽっぷ - 石毛佐和
- マジョリカ - 長澤菜教
- ハナちゃん - 大谷育江

スタッフ
- 企画 - 関弘美
- 監督 - 五十嵐卓哉
- 脚本 - 栗山緑
- 音楽 - 奥慶一
- 美術 - 行信三、下川忠海
- 作画監督 - 馬越嘉彦
- 制作 - 東映、東映アニメーション、バンダイ

主題歌
オープニングテーマ「おジャ魔女はココにいる」
エンディングテーマ「ぽっぷな勇気」
作詞 - 小森まなみ / 作曲・編曲 - 奥慶一 / 歌 - 小森まなみ

### 『映画 も〜っと! おジャ魔女どれみ カエル石のひみつ』
2001年7月14日に「東映アニメフェア」の一環として公開された。
ストーリー
どれみの父方の祖父母が住む飛騨高山を訪れたどれみたちが、地元の伝説「カエル石」にまつわる不思議な出来事に遭遇する。間接的ではあるが同作品の内容の一部が、第4シリーズ第38話に引き継がれ、その他にも第5シリーズ第3話にも回想シーンとして登場したり、第3シリーズ第46話においても少しだけ語られている。また、劇中曲『カエルが一つなきゃ』が第4シリーズ第31話でも流されている。
キャスト
- 春風どれみ - 千葉千恵巳
- 藤原はづき - 秋谷智子
- 妹尾あいこ - 松岡由貴
- 瀬川おんぷ - 宍戸留美
- 飛鳥ももこ - 宮原永海
- 春風ぽっぷ - 石毛佐和
- どれみの祖父 - たてかべ和也
- 魔女ガエル - 長澤菜教

スタッフ
- 企画 - 関弘美
- 監督 - 山内重保
- 脚本 - 栗山緑
- 音楽 - 奥慶一
- 美術 - 行信三
- 作画監督 - 馬越嘉彦
- 制作 - 東映、東映アニメーション、バンダイ

主題歌
オープニングテーマ「おジャ魔女でBAN2」
エンディングテーマ「夏のまほう」
作詞 - 柚木美祐 / 作曲 - 池毅 / 編曲 - 信田かずお / 歌 - MAHO堂

### 『魔女見習いをさがして』
『おジャ魔女どれみ』20周年記念として制作が発表された映画作品で、キャストおよびスタッフも再集結して制作された。テレビアニメシリーズとは異なりどれみたちではなく、子供のころに『どれみ』を見ていた女性3人を主人公に据え、一緒に旅に出るという物語が描かれている。
当初は2020年5月15日に公開予定であったが、制作上の都合により公開を同年秋に延期することが、2020年3月19日に発表。その後同年11月13日に公開されることが、8月18日に改めて発表された。
2021年1月、第75回毎日映画コンクールアニメーション映画賞を受賞。
ストーリー
愛知に住む教師を目指す22歳の大学生・長瀬ソラ。東京に住む一流貿易商社で働く帰国子女で語学堪能な27歳の吉月ミレ。広島に住む絵画修復士になるためバイトに励む20歳のフリーター川谷レイカ。年齢も境遇も違う3人の共通点は幼少期に『おジャ魔女どれみ』を見ていたということ。「MAHO堂」のモデルと言われている鎌倉の洋館で偶然出会った3人はお互いに魔法玉を持っていたことで意気投合、ゴールデンウィークに聖地巡礼として飛騨高山へ3人で旅行に出ることになる。
キャスト
- 長瀬ソラ - 森川葵
- 吉月ミレ - 松井玲奈
- 川谷レイカ - 百田夏菜子
- 大宮竜一 - 三浦翔平
- 矢部隼人 - 石田彰
- 久保聖也 - 浜野謙太
- 春風どれみ - 千葉千恵巳
- 藤原はづき - 秋谷智子
- 妹尾あいこ - 松岡由貴
- 瀬川おんぷ - 宍戸留美
- 飛鳥ももこ - 宮原永海
- 春風ぽっぷ - 石毛佐和
- ハナちゃん - 大谷育江
- マジョリカ - 永澤菜教
- 宮尾課長（ミレの上司） - 金光宣明
- 玉木哲司（レイカの父） - 菅原淳一
- 京都の公園の姉妹の父親 - 望月祐多
- 塾指導員 - 詩乃優花
- エゼキエル - 厚切りジェイソン
- エゼキエルが勤める会社の代表 - Kダブシャイン

スタッフ
- 企画 - 関弘美
- 脚本 - 栗山緑
- 音楽 - 奥慶一
- キャラクターデザイン・総作画監督 - 馬越嘉彦
- 作画監督 - 中村章子、佐藤雅将、馬場充子、石野聡、西位輝美、浦上貴之
- 絵コンテ - 佐藤順一、鎌谷悠、五十嵐卓哉、谷東
- 制作担当 - 村上昌裕
- 編集 - 西山茂
- 録音 - 川崎公敬
- 音響効果 - 石野貴久
- 音楽構成 - 水野さやか
- 美術デザイン - 田尻健一
- MAHO堂デザイン - 行信三、ゆきゆきえ
- 色彩設計 - 辻田邦夫
- 撮影監督 - 白鳥友和
- 主題歌 - MAHO堂「おジャ魔女カーニバル!!（魔女見習いをさがして Version）」
- 劇中歌 - MAHO堂+子供たち「おジャ魔女カーニバル!!（+子供たち Version）」
- エンディングテーマ - 瀬川おんぷ（宍戸留美）「終わらない物語（魔女見習いをさがして Version）」
- アニメーション制作 - 東映アニメーション
- 制作 - 東映、東映アニメーション
- 配給 - 東映
- 監督 - 佐藤順一、鎌谷悠

## アニメ以外のメディア

### コミック
たかなししずえによる漫画版が、講談社の月刊誌『なかよし』の1999年3月号から2003年1月号まで連載された。単行本は、後述の漫画版第2シリーズの1巻までが刊行され、漫画版全体としての最終話は『おジャ魔女どれみ公式ヒストリーブック』に収録された。
基本的な設定は第1シリーズのそれに準じるものの、物語構成とストーリーは独自のものとなっており、特に第1シリーズのおんぷ編に相当するエピソードから、第2シリーズに相当する辺りまでは完全にオリジナルの展開となっている。また連載当初は、毎月15 - 20ページ程度の枠による通常の漫画連載であったが、後述の漫画版第3シリーズの開始（2002年3月号）に伴い、月8ページ単位のショートコミックへと移行し、さらに内容の簡略化が進むこととなった。
雑誌連載時において、第2シリーズのそれとして掲載されていた物語は、単行本収録に際して前半が「テレビアニメ第1シリーズの話」、後半が「テレビアニメ第3シリーズの話」としてそれぞれ組み込まれており、その都合上単行本では『おジャ魔女どれみ♯』という物語そのものが存在していない。これを踏まえて本節のみ、漫画版において「テレビアニメの第1シリーズならびに第2シリーズ前半部」に相当する部分を「漫画版第1シリーズ」、「テレビアニメの第2シリーズ後半部と第3シリーズ」に相当する部分を「漫画版第2シリーズ」、そして「テレビアニメの第4シリーズ」に相当する部分を「漫画版第3シリーズ」として、それぞれ呼称するものとする。

#### アニメシリーズとの主な相違点
- どれみ・はづき・あいこは最初からクラスメートとして登場しており、魔女見習いになったのも同時（どれみがマジョリカの正体を見破った現場に、はづきとあいこも居合わせている）になっている。また月刊雑誌連載の制約から家庭環境にまつわる話は最小限触れるにとどまり、同級生たちをメインとした話も、ほぼオミットされている。
- バッドカード（漫画版ではバッドボム）[94]編は簡略化され、2話で[95]終わっている。そのためオヤジーデの登場がテレビアニメの第2シリーズ相当部分まで無い上、オヤジーデもおジャ魔女たちにとっての敵役以上の役割を持っておらず、オヤジーデのマスコット姿も登場しない（オヤジーデとバッドアイテムの関連性も明言されない）。
- どれみたちの魔女検定がテレビアニメの第1シリーズの該当部分で収まらず、同第2シリーズの該当部分にずれ込んでいる。また、この部分より検定試験の内容も4級から2級までは、漫画オリジナルのものへと変更されている[96][注 120]。
- テレビアニメの第1シリーズ相当部分における、おんぷの「人の心を変える魔法」のペナルティ[注 121]が、テレビアニメにおける「100年の眠り」から、女王様による「魔女資格の剥奪」に変わっている。そのため漫画版第1シリーズでの、テレビアニメ第2シリーズ相当部分のおんぷは、立場としては魔女見習いではない[97]。この魔女資格剥奪の際に、どれみたちがおんぷを弁護したことから、おんぷとどれみたちとの間に友情が結ばれることとなる[98]。
- おんぷの性格が若干異なり、テレビシリーズよりも裏表が激しく自己中心的で腹黒い性格となっており、どれみたちと親しくなってからもその傾向は多少であるが続いている。
- ハナちゃんの代わりに、怪獣のボオちゃんが登場し、ハナちゃんのポジションとなる[99]。そのため漫画版では、ハナちゃんの登場が漫画版第3シリーズまでずれ込んでいる。またその都合上、漫画版でのハナちゃんは「いきなり押しかけてきた、どれみたちのファン」という扱いになり、テレビアニメにおいて重要視されていた要素である「どれみたちとの親子関係」が完全にオミットされている[100]。
- 前述した、テレビアニメ第2シリーズに相当する部分の単行本への組み込みのため、「FLAT4」の登場する話は漫画版第2シリーズ（テレビアニメ第3シリーズ）として分類されている。また、FLAT4の登場時点で前出のボオちゃんは天界に帰還しているため、彼らがどれみたちに近付く目的もテレビアニメでの「隙を見てどれみたちから赤ちゃんを奪う」から、「どれみたちを誘惑して天界やボオちゃんの情報を聞き出す」へと変更されている[101]。また、FLAT4やオヤジーデの登場も漫画版第2シリーズの前半のみに限定されている。
- 前述したハナちゃんの登場時期のずれなど[注 122]もあり、本来ハナちゃんが担っていた「野菜嫌い」になるポジションが、漫画版ではももこに変更。これに伴い「魔法が使えなくなる」とともに、「不調を起こしてスイーツが作れなくなっていく（= 魔女見習い試験を受けられない）」という要素も追加されている[102]。
- 漫画版第2シリーズにおけるニューヨーク時代のももこの回想シーンでは、彼女はテレビアニメ第2シリーズの見習い服を着ている。
- 漫画版では魔女界の女王様の正体が明かされず、ゆき先生も登場しない。また、魔女界・魔法使い界・人間界の関係性（バックボーン）も解説されないままで終わっている。
- 先々代の女王様の悲劇の物語の中核が簡略化されており、テレビアニメシリーズにおいて物語の終盤で語られた、運命のいたずらによるすれ違いや誤解の要素は完全にオミットされている。先々代女王が目覚めた理由も、テレビアニメシリーズのように「誤解を知った」からではなく、「温かい思い出を取り戻したから」と改変されている（テレビアニメシリーズで語られた「先々代の女王の孫たちは後に改心していた」という部分が削られたため、孫たちは先々代の女王への悔いを残さず、嫌った（もしくは曾祖母への仕打ちを完全に忘却した）ままで人生を終えている）[103]。

#### コミック刊行一覧
単行本各巻の巻頭には、おまけとしてテレビアニメシリーズの画像を元としたシールが添付されている。
おジャ魔女どれみ
第1巻 ISBN 4-06-334349-9
第2巻 ISBN 4-06-334350-2
第3巻 ISBN 4-06-334366-9
も〜っと!おジャ魔女どれみ
第1巻 ISBN 4-06-334502-5

### ライトノベル
上記『おジャ魔女どれみ16シリーズ』を参照

#### ライトノベル刊行一覧
1. おジャ魔女どれみ16 ISBN 978-4-06-375206-9
2. おジャ魔女どれみ16 Naive ISBN 978-4-06-375235-9
3. おジャ魔女どれみ16 TURNING POINT ISBN 978-4-06-375273-1
4. おジャ魔女どれみ17 ISBN 978-4-06-358458-5 （CDドラマ付き限定版）/ ISBN 978-4-06-375287-8 （通常版）
5. おジャ魔女どれみ17 2nd 〜KIZASHI〜 ISBN 978-4-06-375327-1
6. おジャ魔女どれみ17 3rd 〜COME ON!〜 ISBN 978-4-06-358486-8 （CDドラマ付き限定版）/ ISBN 978-4-06-375347-9 （通常版）
7. おジャ魔女どれみ18 ISBN 978-4-06-375371-4
8. おジャ魔女どれみ18 2nd Spring has… ISBN 978-4-06-381425-5
9. おジャ魔女どれみ19 ISBN 978-4-06-358779-1 （CDドラマ付き限定版） / ISBN 978-4-06-381429-3 （通常版）
10. おジャ魔女どれみ20's ISBN 978-4-06-516234-7

#### 関連書籍
- おジャ魔女どれみ16 馬越嘉彦 Illustrations ISBN 978-4-06-364985-7
  - 『おジャ魔女どれみ16シリーズ』で用いられた馬越嘉彦による挿絵と共に描き下ろしイラストや未公開ラフイラスト集、馬越自身によるイラスト解説やロングインタビューを収録。
- おジャ魔女どれみ20's 馬越嘉彦 Illustrations+ ISBN 978-4-06-519564-2
  - 前記画集の増補改訂版で、前回発行時未収録だった『おジャ魔女どれみ20's』での挿絵や未公開イラストなどを追加収録。

### 絵本
おジャ魔女どれみ おはなしえほん さいこうのおくりもの♪ ISBN 4-06-219844-4
- 摘木葉枝芽 著、馬越嘉彦 絵によるオリジナル幼児向け作品。

### ミュージカル
2001年と2002年にそれぞれ第3シリーズと第4シリーズを題材としたマスクプレイミュージカルが上演された。イベントなどで行われるアトラクションと同様に着ぐるみが演じるものであるが、「音楽界」を舞台にしたオリジナルストーリーや専用の歌が作られるなど本格的な物であった。これとは別に2003年にも、第2シリーズと第4シリーズのストーリーを編集し、二部構成にまとめたマスクプレイミュージカルが劇団飛行船によって上演されている。2004年の『プリキュア・ナージャ・どれみスーパーヒロインスペシャルショー』も着ぐるみで上演された。
上記とは別に、本シリーズとのコラボレーション企画として指原莉乃がプロデュースするアイドルグループ『≠ME』のメンバーによる舞台「≠ME ACT LIVE『おジャ魔女どれみドッカ～ン！』」も2022年5月15日から22日まで品川プリンスホテル ステラボールにて上演された。

### おジャ魔女kids
第4シリーズ放送時に結成された、子役タレントによるダンスユニット。配役は以下の通り。
- 春風どれみ - 鈴木かすみ
- 藤原はづき - 田中みいや
- 妹尾あいこ - 渡辺千晴
- 瀬川おんぷ - 竹田真恋人
- 飛鳥ももこ - 前田ちさと
- ハナちゃん - 篠原愛実

### CD / CDドラマ
テレビアニメの各シリーズ毎に発売されているが、リリース元は各々異なっている。特に『おジャ魔女どれみ』のCDは、放送当時発売された分はバンダイミュージックが現在存在しないためすべて廃盤となっているが、その収録曲などは大部分が第3シリーズのCDや「MEMORIAL CD BOX」に再録された。第6シリーズに関しては文庫本のドラマCD付き限定版（初版特典版）にCDドラマが付録として添付されている。

#### 『CDくらぶ』シリーズ
- おジャ魔女どれみ
  - バンダイミュージックより発売
    - OP/EDテーマ おジャ魔女カーニバル / きっと明日は（シングル）
    - おジャ魔女CDくらぶ
      - その1 おジャ魔女ヴォーカルコレクション!!
      - その2 おジャ魔女BGMコレクション!!
      - その3 おジャ魔女 ハッピッピ ドラマシアター!!
      - その4 おジャ魔女ソロヴォーカルコレクション 春風どれみ篇（マキシシングル）
      - その5 おジャ魔女ソロヴォーカルコレクション 藤原はづき篇（マキシシングル）
      - その6 おジャ魔女ソロヴォーカルコレクション 妹尾あいこ篇（マキシシングル）
      - その7 MAHO堂のおジャ魔女クリスマスカーニバル!!

  - マーベラスエンターテイメントより発売
    - おジャ魔女どれみ MEMORIAL CD BOX（4枚組）

  - コロムビアミュージックエンタテインメントより発売
    - おジャ魔女BGMコレクション!!（おジャ魔女CDくらぶその2 おジャ魔女BGMコレクション!!のデジタルリマスタリング版）
- おジャ魔女どれみ♯（しゃーぷっ）
  - キングレコード（スターチャイルドブランド）より発売
    - OP/EDテーマ おジャ魔女はココにいる / 声をきかせて（シングル）
    - 映画 おジャ魔女どれみ♯ テーマソング ぽっぷな勇気 / ひまわり（シングル）
    - MAHO堂 CDコレクション
      - その1 さうんどとらっく ぼりゅーむ1
      - その2 すくりーんテーマ&しーくれっとすと〜り〜
      - ソロ 春風どれみ（マキシシングル）
      - ソロ 藤原はづき（マキシシングル）
      - ソロ 妹尾あいこ（マキシシングル）
      - ソロ 瀬川おんぷ（マキシシングル）
      - その3 そんぐ・ふぇすてぃばる♪

    - おジャ魔女どれみ♯ MEMORIAL CD BOX（4枚組）
- も〜っと! おジャ魔女どれみ
  - マーベラスエンターテイメントより発売
    - OP/EDテーマ おジャ魔女でBAN2 / たからもの（マキシシングル）
    - 2001夏・東映アニメフェア も〜っと! おジャ魔女どれみ カエル石の秘密 夏のまほう / カエルが一つなきゃ（マキシシングル）
    - おジャ魔女BAN2 CDくらぶ
      - その1 おジャ魔女ニューBGMコレクション!!
      - その2 も〜っと! おジャ魔女すい〜とソングコレクション!!
      - その3 おジャ魔女ミュージカル ヴォーカルコレクション!!
      - その4 おジャ魔女パジャマ・ミュージックトーク!!
      - その5 キャラクター・ミニアルバムシリーズ1 〜春風どれみ〜[注 123]
      - その6 キャラクター・ミニアルバムシリーズ2 〜瀬川おんぷ〜[注 123]
      - その7 キャラクター・ミニアルバムシリーズ3 〜飛鳥ももこ〜[注 123]
      - その8 キャラクター・ミニアルバムシリーズ4 〜妹尾あいこ〜[注 123]
      - その9 キャラクター・ミニアルバムシリーズ5 〜藤原はづき〜[注 123]
      - その10 MAHO堂のおジャ魔女BAN2クリスマスパーティ!!
      - その11 おジャ魔女BAN2 カーテンコール!!

    - も〜っと! おジャ魔女どれみ MEMORIAL CD BOX（4枚組）
- おジャ魔女どれみドッカ〜ン!
  - マーベラスエンターテイメントより発売
    - OP/EDテーマ DANCE!おジャ魔女 / わたしのつばさ（マキシシングル）
    - EDテーマ&挿入歌 おジャ魔女音頭でハッピッピ!! / MAHOでチャチャチャ（マキシシングル）
    - おジャ魔女ドッカ〜ン! CDくらぶ
      - その1 キャラクター・ミニアルバム Special 巻機山花（ハナちゃん）
      - その2 おジャ魔女ドッカ〜ン! ソングライブラリィ!!
      - その3 おジャ魔女ミュージカルコレクションドッカ〜ン! おジャ魔女危機一髪!音楽界を救え!
      - その4 おジャ魔女ドッカ〜ン! BGMコレクション+α（プラスアルファ）
      - その5 キャラクター・ヴォーカルコレクション（6年1組盤）
      - その6 キャラクター・ヴォーカルコレクション（6年2組盤）
      - その7 おジャ魔女ドッカ〜ン!ドラマシアター *MAHO堂の魔女界はっぴっぴツアー!!*
      - その8 FRIENDS -フレンズ- *MAHO堂ソロヴォーカルアルバム*

    - おジャ魔女どれみドッカ〜ン! MEMORIAL CD BOX（4枚組）
- おジャ魔女どれみナ・イ・ショ
  - マーベラスエンターテイメントより発売
    - OP/EDテーマ ナ・イ・ショ・YO! おジャ魔女 / ステキ∞（マキシ）
初回版のみDVD（ノンテロップOP/ED収録）が付属
- 魔女見習いをさがして
  - 日本コロムビアより発売
    - 魔女見習いをさがして ミュージック・コレクション

#### 第6シリーズのCDドラマ
- おジャ魔女どれみ16/17/19
  - 講談社より発売（講談社ラノベ文庫CDドラマ付き限定版として）
    - 『おジャ魔女どれみ16』脚本：影山由美（『17』に付属）
    - 『おジャ魔女どれみ16』脚本：影山由美（『17 / 3rd〜COME ON〜』に付属)
    - 『おジャ魔女どれみ18』脚本：栗山緑（『19』に付属）
      - 内容は『16』第1巻 - 第3巻、『18』第2巻・『19』のCDドラマ化およびおまけのメッセージ。

#### Blu-ray BOX初回生産限定特典CDドラマ
- その1 『どれみ、一句ひねる』脚本：影山由美
- その2 『小悪魔なおんぷはいかが?』脚本：栗山緑

#### 挿入歌関連項目
- 井上望
- 五條真由美（この挿入歌でデビュー）
- ザ・しばたごろー
- 松浦有希
- 松平直子
- 松原みき

### 関連書籍
- 講談社
  - も～っと!おジャ魔女どれみオフィシャルファンブック ぎゅ～っと!どれみ（2001年4月1日発売 ISBN 978-4061793545）
  - も～っと!おジャ魔女どれみオフィシャルファンブック2 ハナちゃん はぁ～い!（2001年9月発売 ISBN 978-4-06-179360-6）
  - おジャ窓どれみ パティシエクッキングブック（2002年2月15日発売 ISBN 978-4-06-339070-4）
  - おジャ魔女どれみドッカ～ン!オフィシャルファンブック3 おジャ魔女 ゴーゴー!（2002年4月発売 ISBN 978-4061793736）
- 宙出版
  - おジャ魔女どれみメモリアルアルバム（2005年11月1日発売 ISBN 978-4776791966、完全版：2016年11月29日発売 ISBN 978-4776796749

アニメ全5作品のあらすじや設定資料集、声優・スタッフのインタビュー記事、キャラクターショー・ミュージカルショーの内容などを網羅したファンブック。完全版ではさらに『どれみ16』シリーズなどの記述も追加。
- 一迅社
  - 『馬越嘉彦 東映アニメーションワークス』（2011年7月20日発売 ISBN 978-4-7580-1221-8、改訂版：2014年11月5日発売 ISBN 978-4-7580-1409-0）

本シリーズや 『ハートキャッチプリキュア!』、『マリー&ガリー』シリーズといった馬越嘉彦が東映アニメーションで関わった作品の画集。各種アニメ雑誌やDVDジャケットなどに使われた版権イラスト、キャラクター設定、修正原画などで構成され、改訂版には前回発行時点で未収録だった『ハートキャッチプリキュア!』に関するイラスト・原画や『おジャ魔女どれみ16』シリーズの挿絵ラフイラストなどを追加収録している。
- スタイル
  - 『馬越嘉彦 アニメーション原画集』（第1巻：2018年9月13日発売 ISBN 978-4802131179、第2巻：2019年9月10日発売 ISBN 978-4802131612）

本シリーズを初めとする、馬越が制作に関わったアニメ作品の原画を収録。
- 講談社
  - 『おジャ魔女20周年記念 おジャ魔女どれみ公式ヒストリーブック TVシリーズから映画『魔女見習いをさがして』まで』（2020年11月02日発売 ISBN 978-4-06-519348-8）

シリーズ20周年記念と映画公開を記念して発行された公式ヒストリーブック。エピソードガイド、キャラクターファイル、声優陣の座談会やスタッフインタビュー、漫画版や児童向け雑誌・書籍のギャラリーなどで構成。
- 文藝春秋
  - 『おジャ魔女どれみ OFFICIAL CHARACTER BOOK どれみ&おんぷ大全』（2020年11月12日発売 ISBN 978-4160070165）

どれみとおんぷそれぞれにスポットを当てたキャラクターブック。『どれみ大全』『おんぷ大全』としてそれぞれ単独の電子書籍としても同時発行。
- ソフトバンククリエイティブ（アニメ版のフィルムコミック、いずれも一部話数のみ収録）
  - 『おジャ魔女どれみ』
    1. 2000年10月1日発売（ISBN 978-4797314489）
    2. 2000年10月1日発売（ISBN 978-4797314496）
    3. 2000年10月1日発売（ISBN 978-4797314502）
    4. 2000年12月1日発売（ISBN 978-4797314519）
    5. 2000年12月1日発売（ISBN 978-4797314526）
    6. 2000年12月1日発売（ISBN 978-4797314533）

  - 『おジャ魔女どれみ#』
    1. 2001年3月1日発売（ISBN 978-4797315899）
    2. 2001年3月1日発売（ISBN 978-4797315905）
    3. 2001年5月1日発売（ISBN 978-4797315912）
    4. 2001年5月1日発売（ISBN 978-4797315929）
    5. 2001年5月1日発売（ISBN 978-4797315936）
    6. 2001年5月1日発売（ISBN 978-4797315943）

### ゲームなど
- バンダイ - プレイステーション用ソフト4本、キッズコンピュータ・ピコ用絵本ソフト2本
  - プレイステーション（低年齢向け知育ゲーム3本、パーティーゲーム1本）
    - キッズステーション おジャ魔女どれみ♯ MAHO堂ダンスカーニバル!
    - キッズステーション も〜っと!おジャ魔女どれみ MAHO堂スマイルパーティー
    - キッズステーション おジャ魔女どれみドッカ〜ン! MAHO堂えいごフェスティバル
    - おジャ魔女どれみドッカ〜ン!にじいろパラダイス

  - キッズコンピュータ・ピコ（低年齢向け遊びゲーム2本）
    - おジャ魔女どれみ♯
    - も〜っと!おジャ魔女どれみ
- ドラス - PC用ソフト3本（ジグソーパズル2本、塗り絵1本）
  - も〜っと!おジャ魔女どれみ パソコンやろうよ! マウスでジグソーパズル
  - おジャ魔女どれみドッカ〜ン! パソコンやろうよ! マウスでジグソーパズル
  - パソコンやろうよ! ぬりえスタジオ おジャ魔女どれみドッカ〜ン!
- 天田印刷加工
  - トレーディングカードゲーム『おジャ魔女どれみ カードゲームコレクション』

第4シリーズ作中でのマジョレンジャー版のMAHO堂（おジャ魔女）がラインナップされている。どれみがマジョレッドで、ぽっぷは入っていない。従って、おジャ魔女全員版マジョレンジャーは存在しない。
  - PC用デジタルデータ集『おジャ魔女どれみデジタルファンボックス』

マウスパッド付属。絵柄は何種類かあり、そのうちの何が当たるか分からない。ソフトは『〜ないしょのまほう』につながるデータが存在する。
  - PC用ゲームソフト『おジャ魔女あどべんちゃ〜ないしょのまほう』

長谷見沙貴脚本作品。主人公は同作品オリジナルのおジャ魔女。

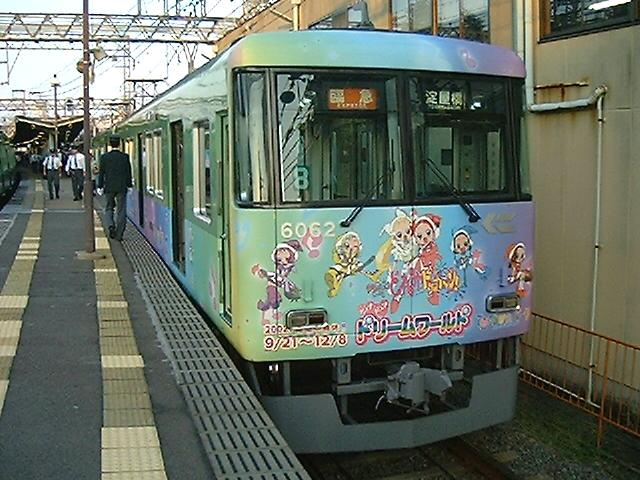
京阪電気鉄道のラッピングトレイン

- 京阪電気鉄道 - 同社が経営する遊園地・ひらかたパークにて毎年恒例で開催される朝日放送制作アニメのアトラクションの一環として、当作品のラッピングトレインが期間限定で運行された。他にも同社では『きかんしゃトーマス』などのラッピングトレインを運行しているが、国内制作アニメ作品としては最初の例である（京阪以外では、東急東横線での『ふたりはプリキュア Max Heart』がある）。
- 携帯電話向けに高画質ムービーやオリジナルFlashゲーム、メニューアイコンや、待ち受け画像、着うたやデコメールなどを配信する「おジャ魔女どれみANiMO」という有料会員登録が必要なモバイルサイトが運営されていた。

## 映像ソフト化
第4シリーズから、同時間帯にて放送された『ヒーリングっど♥プリキュア』までのの映像作品は、セル・レンタル共にマーベラスエンターテイメント→マーベラスAQL→マーベラス発売、ポニーキャニオン（『ハートキャッチプリキュア!』までの各作品、および『Go!プリンセスプリキュア』以降）販売となる。
- 第1シリーズのDVDは、2000年10月21日 - 2001年7月21日にかけて全10巻（各巻5話（第1巻のみ6話）収録）が東映ビデオよりリリースされた。Blu-ray BOX（8枚組）は、2016年12月2日にハピネット[注 125]より発売[108]。
- 第2シリーズのDVDは2001年1月10日 - 10月3日にかけて、全10巻（各巻5話（第10巻のみ4話）収録）がキングレコードよりリリースされた。
- 第3シリーズのDVDは2001年12月7日 - 2002年11月21日にかけて全12巻（各巻4話（第11・12巻は5話）収録）がリリースされた。発売元はマーベラスエンターテイメント、販売元は東映ビデオ。
- 第4シリーズのDVDは2002年10月2日 - 2003年10月1日にかけて全13巻（各巻4話（第13巻のみ3話）収録）。発売元はマーベラスエンターテイメント、販売元はポニーキャニオン。
- 第5シリーズのDVDは、2004年9月24日 - 2005年3月25日にかけて全7巻（各巻2話（第1巻のみ1話）収録）がリリースされた。発売元は東映アニメーション、アサツー ディ・ケイ、マーベラスエンターテイメントの3社協同[注 126]で、販売元はジェネオン・ユニバーサル・エンターテイメント。
- 映画版のDVDは、第1作が2001年3月21日、第2作が2002年3月21日にそれぞれ発売。第2作のDVDには舞台挨拶の模様が特典映像として収録されている。2017年1月11日にはこれら2作を収録したBlu-ray Disc『おジャ魔女どれみ THE MOVIE Blu-ray』も発売（発売元：東映アニメーション・東映ビデオ、販売元：東映）[109]。

この他、VHSビデオもセル・レンタルそれぞれがリリースされていた。第2シリーズのみ全13巻、それ以外は全12巻。

## 映像配信
地上波テレビアニメシリーズ全4作と、劇場版2作が東映アニメオンデマンドにて有料配信されており、各シリーズの第1話は無料でも視聴できる。第5シリーズについてはビデオマーケットが取り扱っている。その他、東映アニメーションミュージアム公式YouTubeチャンネル（旧・東映アニメーション創立60周年公式YouTubeチャンネル）でも、第1 - 第5シリーズの第1話を視聴できるな他、前述の通りショート・ショート作品『おジャ魔女どれみ お笑い劇場』も期間限定で配信された。